# Andy Murray
 Sir Andrew "Andy" Barron Murray O.B.E. (Dunblane, 15 de maio de 1987) é um ex-tenista tricampeão de Grand Slam, sendo estes: US Open 2012, Wimbledon 2013 e 2016 e bicampeão olímpico, em Londres 2012 e Rio 2016,  profissional escocês/britânico. Ao alcançar o Nº 1 do Ranking Mundial da ATP pela primeira vez em novembro de 2016 com 29 anos, ele se tornou o segundo tenista mais velho (atrás apenas de John Newcombe) a conseguir o feito. É o primeiro tenista britânico e o 26.º tenista da Era Aberta a alcançar o topo deste Ranking.
. É filho da ex-tenista Judy Murray e irmão mais novo do também tenista Jamie Murray.
Andy já conquistou 47 títulos de torneios ATP, sendo que 45 foram em simples e 2 em duplas. Ele alcançou o top-10 do ranking mundial masculino da ATP pela primeira vez em 16 de abril de 2007, e foi número 1 do ranking mundial de simples pela primeira vez em 7 de novembro de 2016.
Murray já foi finalista dos quatro principais torneios do circuito (Grand Slam de tênis). Sendo que só conquistou 3 títulos de 11 decisões em que esteve presente. O primeiro foi o US Open de 2012, quando derrotou Novak Djokovic em cinco sets na final. Com essa conquista ele tornou-se no primeiro britânico a vencer um dos "Grand Slam" desde 1936, quando Fred Perry venceu igualmente o US Open. Este título fez dele o único britânico a se tornar campeão de um Grand Slam durante a Era Aberta. Já seu segundo título de Slam foi o Torneio de Wimbledon de 2013, quando novamente derrotou Novak Djokovic na final, mas dessa vez em três sets. E com essa conquista, ele se tornou o primeiro tenista britânico de simples a conquistar o título masculino deste Grand Slam desde Fred Perry em 1936, e o primeiro escocês a ganhar um título de simples em Wimbledon desde Harold Mahoney em 1896. Voltou a vencer em Wimbledon em 2016 com vitória sobre Milos Raonic.
Além dos três títulos de Grand Slam no seu currículo, Andy Murray ainda foi vice-campeão em outras 8 finais de Grand Slam de simples: U.S. Open 2008, Australian Open 2010, 2011, 2013, 2015, 2016, Wimbledon 2012 e Aberto da França 2016, perdendo três delas para o suíço Roger Federer e cinco para o sérvio Novak Djokovic.
Andy já ganhou 3 medalhas olímpicas, sendo que 2 ouros e 1 prata. A primeira foi nos Jogos Olímpicos de Londres em 2012, quando Murray derrotou Roger Federer em três sets para ganhar a medalha de ouro no individual masculino, tornando-se o primeiro campeão britânico em mais de 100 anos. Ainda nessa olimpíada também ganhou a medalha de prata em Duplas Mistas. Já a terceira conquista olímpica, sendo a segunda medalha de ouro e em simples, foi nos Jogos Olímpicos do Rio de Janeiro, em 2016, ao derrotar Juan Martin Del Potro por 3 sets a 1. Após essa conquista ele se tornou o único tenista na história a ganhar o ouro olímpico em simples duas vezes. Em 2012, Murray se tornou o único tenista masculino a ganhar uma medalha de ouro olímpica e o Grand Slam do U.S. Open no mesmo ano.
Com 14 conquistas, Andy Murray é o quinto maior campeão de torneios ATP World Tour Masters 1000, sendo 3 Masters do Canadá, 3 Masters de Shanghai, 2 Masters de Cincinnati, 2 Masters de Miami, 2 Masters de Madrid, 1 Masters de Roma e 1 Masters de Paris. Ele também conquistou, em sua única final do torneio, o ATP Finals (Torneio dos Campeões da ATP) de 2016.
Em 2015, junto com o irmão Jamie Murray, Andy Murray foi campeão da Copa Davis. E com essa conquista, quebrou mais um tabu dos britânicos, pois a Grã-Bretanha não ganhava uma Davis há 79 anos (última vez havia sido em 1936). Já em 2016, teve o melhor ano da carreira, por vencer o torneio de Wimbledon, os Jogos Olímpicos no Rio de Janeiro, e por ter se tornado o número 1 do mundo, com a conquista do ATP Masters 1000 de Paris. Encerrou o ano na primeira posição do ranking mundial ao conquistar o título do Torneio dos Campeões da ATP em sua primeira final do torneio, derrotando Novak Djokovic na decisão por 2 sets a 0 num jogo que definiu diretamente a posição de número 1 do mundo entre os finalistas. Anunciou sua aposentadoria para quando fosse finalizada sua participação nos Jogos Olímpicos de Paris de 2024, que ocorreu com a queda na fase de quartas-de-finais do torneio de duplas.

## Carreira

### 2005
Murray começou 2005 como Nº 407 no mundo e, em março, se tornou o mais jovem tenista britânico a jogar na Copa Davis na história. Murray se tornou profissional em abril e recebeu um wild card para o torneio de Barcelona, onde perdeu em três sets para Jan Hernych. Murray então alcançou as semifinais do Aberto da França, no juvenil, onde perdeu em dois sets para Marin Cilic. Murray então recebeu um wild card para o torneio de Queen's, onde alcançou sua primeira vitória em um torneio da ATP, vencendo Santiago Ventura por 2 sets a 0. Depois de uma vitória na segunda rodada, jogou contra o ex-campeão do Aberto da Austrália Thomas Johansson na terceira rodada, perdendo em três sets. Depois de sua participação em Queen's, Murray recebeu um wild card para Wimbledon. Então Nº312 do mundo, Murray se tornou o primeiro escocês na era aberta a chegar à terceira rodada do torneio masculino de simples em Wimbledon. Na terceira rodada, Murray perdeu para David Nalbandian, que fora finalista no All England Club em 2002.
Após Wimbledon, Murray perdeu na segunda rodada em Newport no Hall of Fame Tennis Championships, mas ganhou o evento nas quadras duras de Aptos e Binghamton, Nova York. Ele, então, participou de seu primeiro torneio de Master 1000, em Cincinnati, onde venceu Taylor Dent, antes de perder em três sets para o então Nº4 do mundo Marat Safin. Com uma entrada de wild card para o US Opene, Murray derrotou Andrei Pavel na primeira rodada, onde se recuperou após estar perdendo por 2 sets a 0 e vencer em 5 sets. Murray perdeu na segunda rodada para Arnaud Clément, novamente em 5 sets. Murray foi novamente selecionado para a Copa Davis, desta vez contra a Suíça. Ele foi escolhido para o jogo de abertura, perdendo em dois sets para Stanislas Wawrinka. Murray em seguida, fez sua primeira final de ATP, no Aberto da Tailândia, onde ele enfrentou o Nº1 do mundo Roger Federer. Murray perdeu em dois sets. Em 3 de outubro, Murray entrou pela primeira vez para o top-100. Em seu último torneio do ano, no ATP 250 da Basileia, Murray enfrentou o então Nº1 britânico Tim Henman na rodada de abertura. Murray derrotou em três sets, antes de fazer o mesmo com Tomas Berdych. Ele, então, foi derrotado na terceira rodada por Fernando González. Ele terminou o ano como Nº64 do mundo e foi escolhido pela BBC Sports como Personalidade do ano na Escócia.

### 2006
Murray começou a temporada em Adelaide, vencendo seu jogo de abertura contra Paolo Lorenzi em três sets, antes de perder para Tomas Berdych. Depois de uma vitória na primeira rodada em Auckland, Murray perdeu três partidas seguidas, incluindo uma partida de primeira rodada no Aberto da Austrália. Murray acabou com a sequência negativa ao bater Mardy Fish em dois sets, quando disputava o torneio de San Jose, Califórnia, vindo a ganhar seu primeiro título de ATP, derrotando o então Nº11 do mundo Lleyton Hewitt na final. A corrida para a final incluiu sua primeira vitória sobre um jogador top-ten, Andy Roddick, então Nº3 do mundo, para chegar a sua segunda final de ATP. Murray chegou as quartas em Memphis, caindo para Soderling. Murray ganhou um total de três partidas entre o final de fevereiro e meados de junho, sendo derrotado na primeira fase do Aberto da França por Gael Monfils, em cinco sets. Após o Aberto da França, onde Murray se contundiu, revelou-se que seus ossos não estavam totalmente crescidos, fazendo com que ele sofresse de cólicas e problemas nas costas.
No Aberto de Nottingham, Murray perdeu para Andreas Seppi nas quartas de final. Ele avançou para a quarta rodada em Wimbledon antes de perder para o finalista do Aberto da Austrália Marcos Baghdatis. Murray chegou às semifinais do Hall of Fame Tennis Championships. Ele perdeu nas semifinais para Justin Gimelstob. Murray, então, ganhou uma partida na Copa Davis (mas perdeu em duplas), foi finalista no clássico Legg Mason Tennis, e em seguida, chegou a sua primeira semifinal de Masters Series, em Toronto na Copa Rogers. Murray perdeu para Richard Gasquet em dois sets. No ATP Masters Series em Cincinnati, Murray tornou-se apenas um dos dois jogadores, ao lado de Rafael Nadal, a vencer Roger Federer em 2006. Ele perdeu duas rodadas depois para Andy Roddick. Ele também chegou à quarta rodada do Aberto dos EUA, perdendo em quatro sets para Davydenko. Na Copa Davis, Murray venceu as duas partidas em simples, mas perdeu nas duplas. Na Ásia, perdeu para Henman, pela primeira vez em dois sets em Bangkok. Nos dois últimos eventos Masters em Madrid e Paris, Murray foi eliminado nos dois torneios na terceira rodada, encerrando a temporada, com derrotas para Novak Djokovic e Dominik Hrbaty.

### 2007

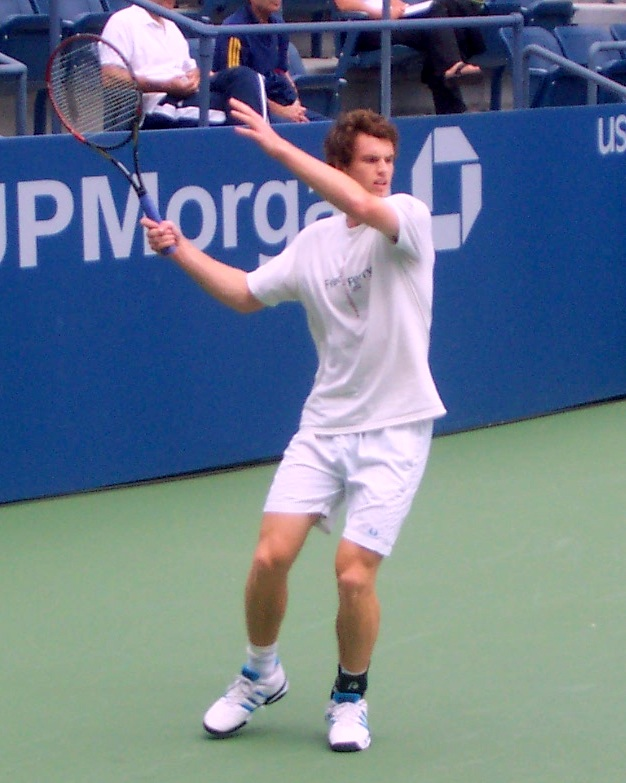
Murray treinando durante o US Open de 2007.

A temporada começou bem para Murray, chegando a final do Aberto do Qatar, perdendo para Ivan Ljubicic na final. Murray chegou à quarta rodada do Aberto da Austrália, onde perdeu uma partida de cinco sets contra o Nº2 do mundo Rafael Nadal. Em seguida, defendeu com sucesso seu título em San Jose, derrotando Ivo Karlovic na final. Murray então foi três vezes semi-finalista em Memphis, Indian Wells e Miami, perdendo uma vez para Andy Roddick e duas vezes para Novak Djokovic. Antes da temporada de saibro, Murray derrotou Raemon Sluiter na Copa Davis para ajudar a Grã-Bretanha a conquistar o empate. Murray perdeu na primeira rodada em Roma para Gilles Simon em três sets. Em sua primeira partida em Hamburgo, Murray estava vencendo por 5-1, quando bateu um forhand do fundo da quadra e machucou os tendões em seu pulso. Por causa desta lesão, Murray perdeu grande parte da temporada, incluindo o Aberto da França e Wimbledon.
Ele voltou na Rogers Cup no Canadá, mas perdeu para Fabio Fognini na segunda rodada. No Masters de Cincinnati, Murray bateu Marcos Baghdatis na primeira rodada, indo até a 4.ª rodada. No Aberto dos EUA, Murray perdeu na terceira rodada para Hyung-Taik Lee em quatro sets. Depois de ganhar uma partida na Copa Davis contra a Croácia, Murray chegou à final em Metz, onde perdeu para Tommy Robredo. Murray foi eliminado precocemente em Moscou e Madri. Murray melhorou seu jogo e ganhou seu terceiro título de ATP em St.Petersburgo, batendo Fernando Verdasco na final. No final de 2007, em Paris, Murray foi eliminado nas quartas de final por Richard Gasquet. Com esse resultado, ele terminou o ano como 11.º no mundo.

### 2008

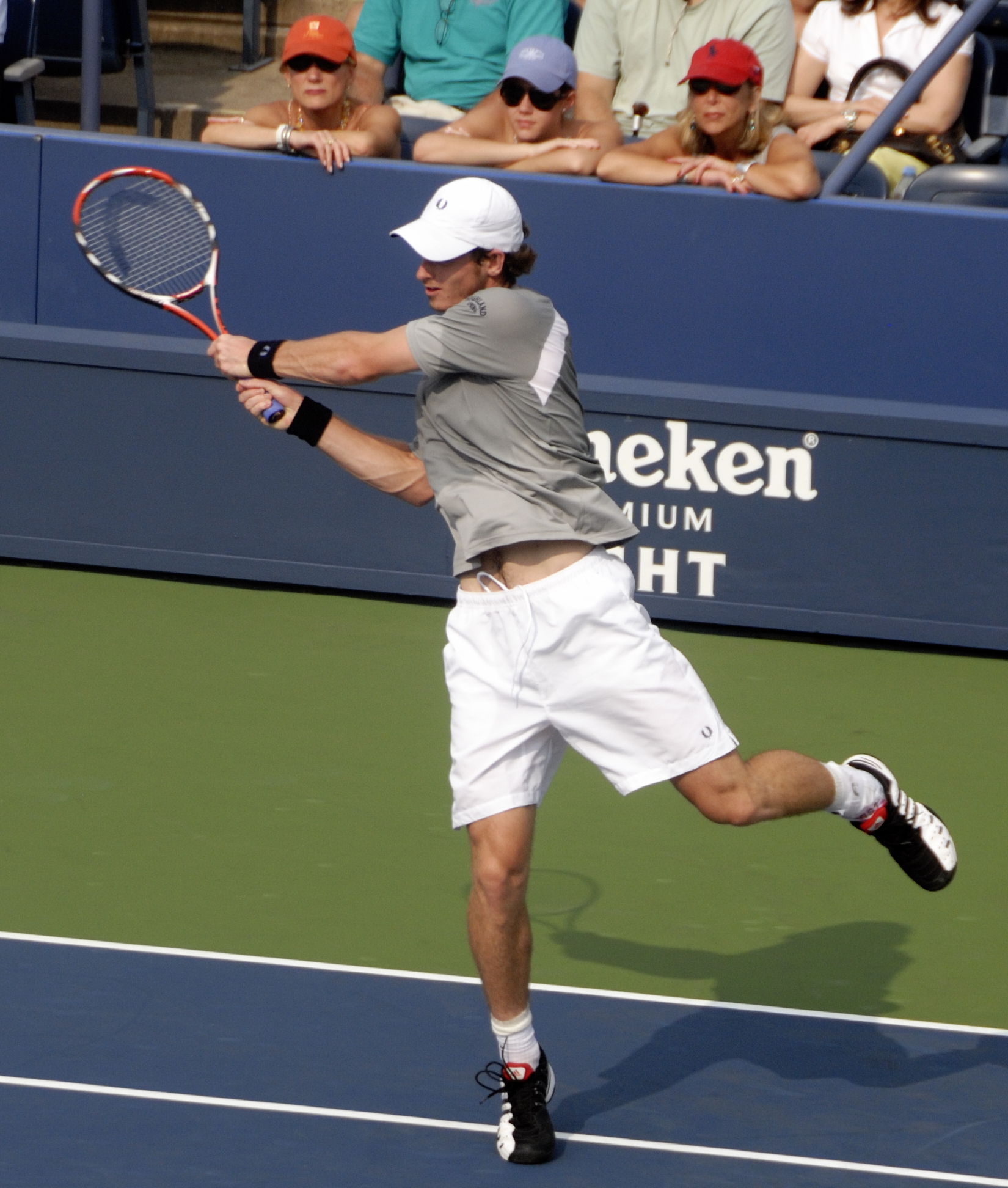
Murray no US Open em 2008

Murray re-entrou no top-10 no início de 2008, após ganhar o título no Qatar ExxonMobil sobre Stanislas Wawrinka. Ele era o cabeça de chave Nº9 no Aberto da Austrália, mas foi derrotado pelo eventual vice-campeão Jo-Wilfried Tsonga na primeira rodada. Murray venceu o Aberto de Marselha, França sobre Mario Ancic, mas perdeu o primeiro jogo em Roterdã. Em Dubai Murray perdeu nas quartas de finais contra Davydenko. Em Indian Wells, Murray perdeu na quarta rodada para Tommy Haas, e depois perdeu na primeira rodada para Mario Ancic, em Miami.
Nas quadras de saibro de Monte Carlo, Murray venceu Novak Djokovic na terceira rodada, e depois teve duas saídas precoces em Barcelona e Roma. Em Hamburgo, depois de duas vitórias fáceis, Murray perdeu para Rafael Nadal, enquanto em Roland Garros, foi derrotado por Nicolás Almagro em quatro sets na terceira rodada. Em Queen's, Murray foi forçado a se retirar nas quartas de final contra Andy Roddick, após se lesionar, mas Wimbledon alcançou as quartas de final pela primeira vez. Murray disputou uma partida emocionante de cinco sets contra Richard Gasquet na quarta rodada, antes de perder para o No.2 do mundo Rafael Nadal. Na Rogers Cup, Murray perdeu para Nadal na semifinal, mas em Cincinnati ganhou seu primeiro Masters 1000, ao derrotar Djokovic após dois tie-breakers. Nas Olimpíadas, Murray foi eliminado na primeira rodada por Yen-Hsun Lu. O Aberto dos EUA foi um grande torneio para Murray. Ele se tornou o primeiro britânico desde Greg Rusedski, em 1997, a chegar a uma final de Slam, quando venceu Nadal nas semifinais após uma batalha de quatro sets, vencendo-o pela primeira vez, em uma partida afetada pela chuva, que durou dois dias. Na final perdeu para Roger Federer.
Depois de duas vitórias na Copa Davis, Murray venceu seu segundo Masters 1000, em Madrid, derrotando Federer na semifinal e Gilles Simon na final. Murray ganhou seu quinto título no ano no Aberto de São Petersburgo, mas perdeu para David Nalbandian nas quartas de final no Masters de Paris. Esta foi a primeira derrota de Murray no circuito da ATP em três meses. Agora, Nº4 do mundo, Murray se classificou pela primeira vez para a Masters Cup. Ele jogou bem na derrota contra Federer, e perdeu para Davydenko nas semifinais. Murray terminou 2008 como Nº4 do mundo.

### 2009

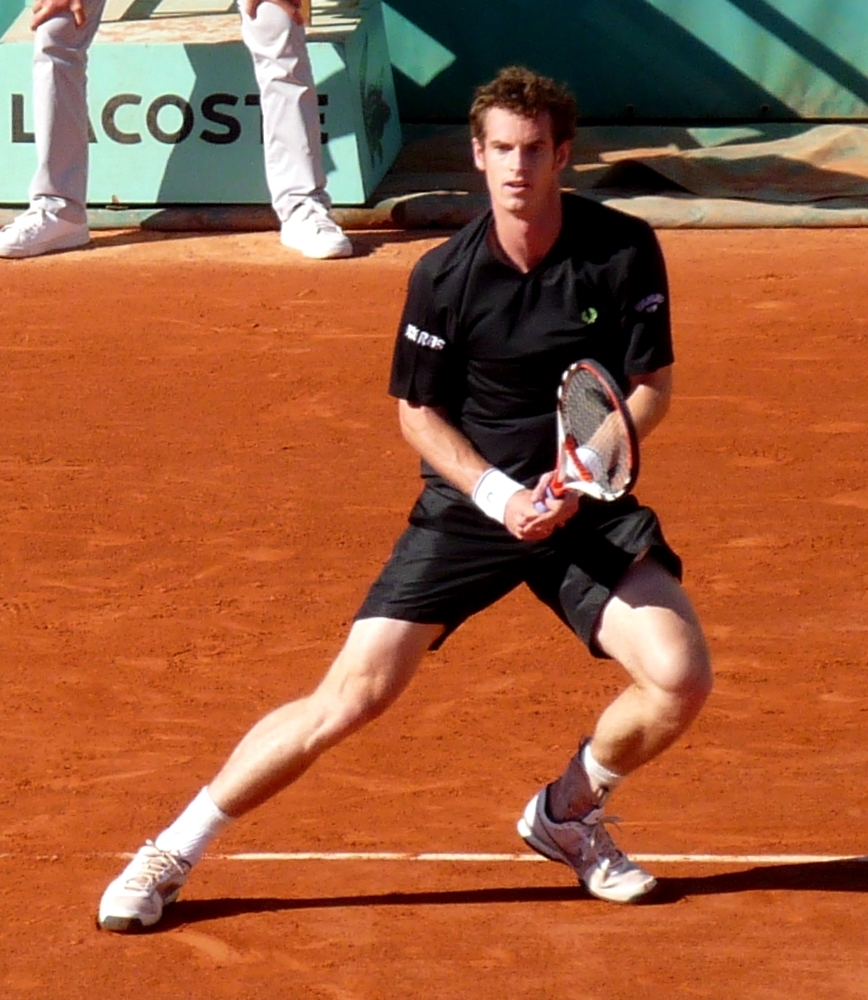
Murray disputou as quartas de finais em Roland Garros

Murray abriu a temporada 2009 com uma bem sucedida defesa de seu título no Aberto do Qatar, em Doha, derrotando Andy Roddick em dois sets. No Aberto da Austrália, Murray chegou à quarta rodada, perdendo para Fernando Verdasco. Murray venceu seu décimo título da carreira em Roterdã, derrotando o então Nº1 do mundo Rafael Nadal em três sets. Murray foi para Dubai, mas retirou-se antes das quartas de final com uma re-ocorrência de um vírus que afetou ele no Aberto da Austrália. O vírus fez Murray perder uma partida na Copa Davis, em Glasgow. Murray perdeu a final de Indian Wells para Rafael Nadal, mas ganhou uma semana mais tarde o Master de Miami sobre Novak Djokovic.
Nos preparativos para o Aberto da França, Murray perdeu para Nadal a semifinal em Monte Carlo, e na segunda rodada do Masters de Roma. Ele alcançou as quartas de final no Masters de Madri, perdendo para Del Potro. Durante esse tempo, Murray alcançou seu maior ranking e o maior de um britânico na era aberta, quando se tornou o então Nº3 do mundo em 11 de maio de 2009. Murray chegou às quartas de final do Aberto Francês 2009, mas foi derrotado por Fernando González em quatro sets.
Murray venceu pela primeira vez na grama de Queen's e tornou-se o primeiro vencedor britânico do torneio desde 1938. Derrotando o americano James Blake. Em Wimbledon, contra Stanislas Wawrinka na quarta rodada, foi o primeiro jogo a ser jogado inteiramente em teto retrátil. Murray perdeu nas semifinais para Andy Roddick, alcançando seu melhor resultado no torneio até o momento. Murray voltou à ação em Montreal, derrotando Del Potro em três sets para levar o título. Após esta vitória, ele ultrapassou Nadal no ranking, se tornando Nº2 do mundo até o início do Aberto dos EUA. Murray seguiu para o Masters de Cincinnati, onde perdeu para Federer. No Aberto dos EUA, Murray foi prejudicado por uma lesão no pulso, perdendo para Cilic. Murray venceu seus dois jogos de simples, e perdeu em duplas na Copa Davis contra a Polônia, mas foi forçado a parar por seis semanas após uma lesão no pulso.
Em novembro, Murray venceu o Torneio de Valência, mas foi eliminado na segunda rodada do Masters de Paris. Para encerrar a temporada, Murray foi para o World Tour Finals, em Londres, sendo eliminado na fase de grupos.

### 2010
Murray e Laura Robson representaram a Grã-Bretanha na Copa Hopman. A dupla avançou para a final, onde foram batidos pela Espanha. No Aberto da Austrália, Murray bateu Nadal e Cilic antes de perder na final para o Nº.1 do mundo Roger Federer. Em Indian Wells, Murray chegou às quartas de final, perdendo para Robin Soderling em dois sets. No Masters de Monte-Carlo, Murray sofreu uma derrota na primeira rodada para Philipp Kohlschreiber. Ele também entrou na competição de duplas com Ross Hutchins, mas perdeu para o Irmãos Bryan. Murray chegou à terceira rodada no Masters de Roma, e as quartas de final no Masters de Madri, perdendo as duas vezes para David Ferrer.

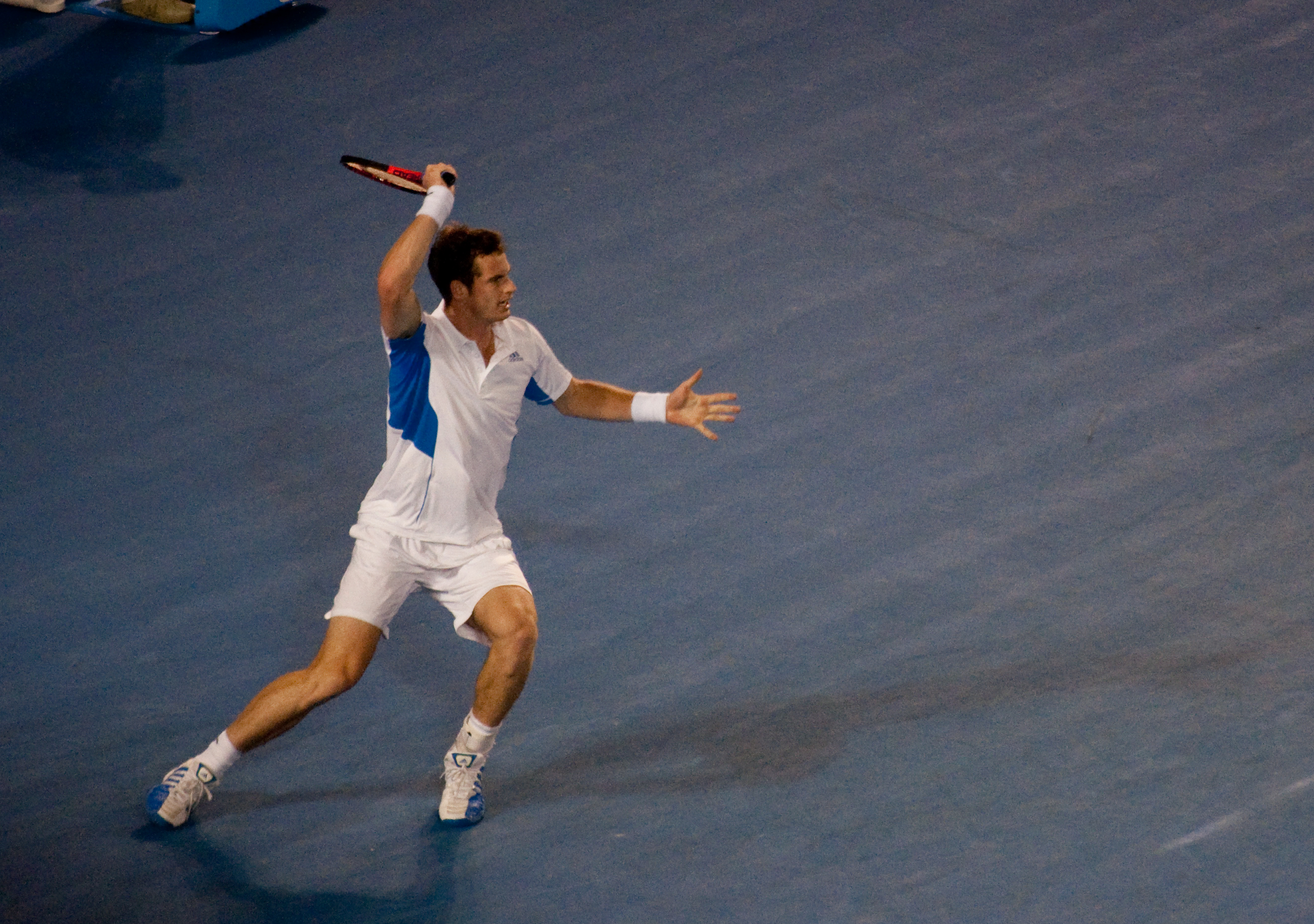
Murray na Quartas de Final do Aberto da Austrália contra Rafael Nadal

Depois de jogar uma exibição, Murray começou o Aberto da França com três vitórias difíceis, antes de perder para Tomas Berdych na quarta rodada. Em Londres, Murray avançou para a terceira rodada, onde enfrentou Mardy Fish. No último set com um 3-3 (Murray tinha acabado de voltar de 3-0), o jogo foi interrompido por falta de luz, deixando Murray fumegando. Voltando no dia seguinte, Murray sofreu a segunda derrota para Fish no ano. Em Wimbledon, Murray avançou para as semifinais, perdendo para Rafael Nadal. Em 27 de julho de 2010, Andy Murray rompeu com seu treinador Maclagan, Murray o substituiu por Alex Corretja.

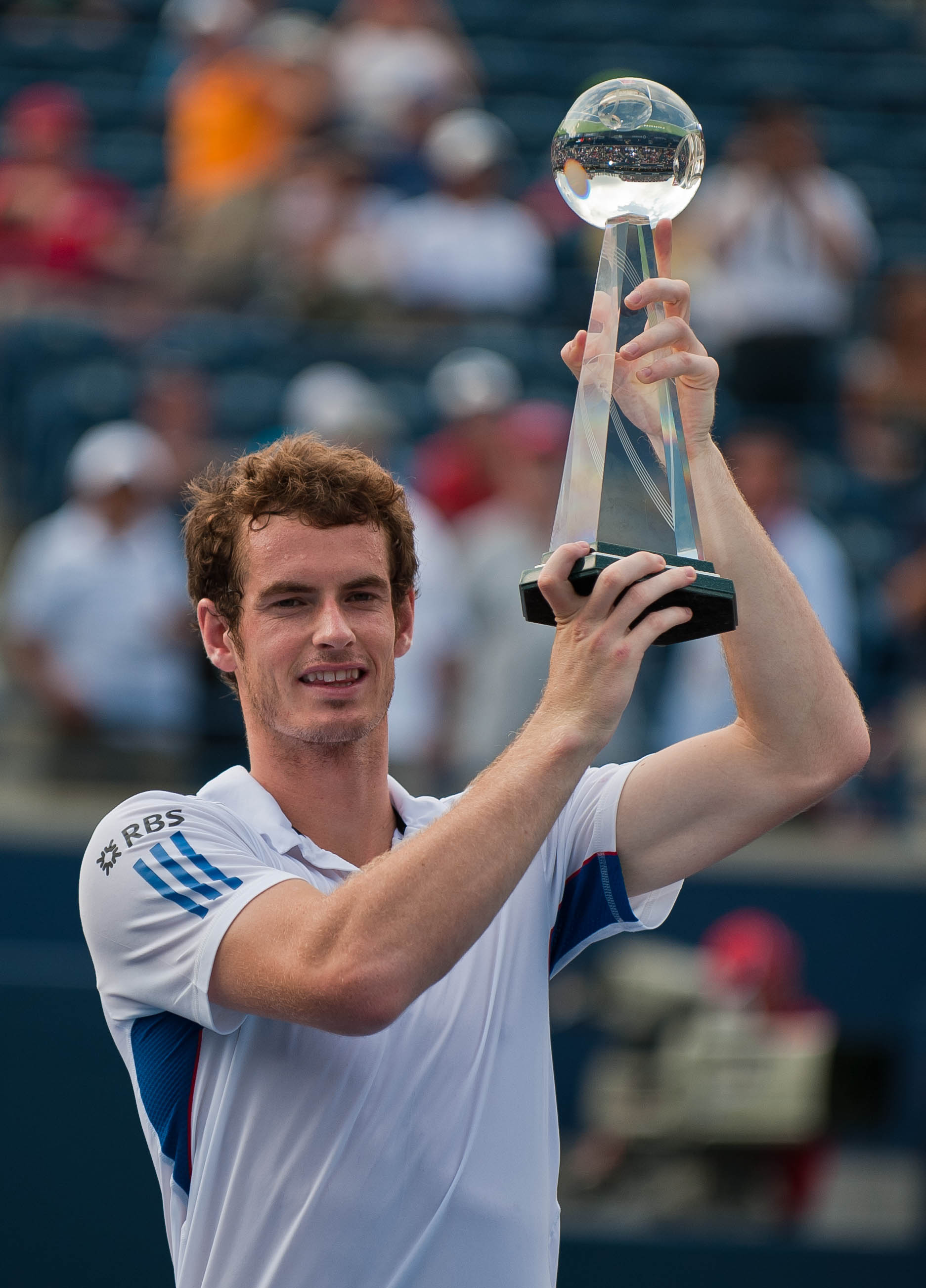
Murray com o troféu do Masters 1000 do Canadá de 2010.

No início da temporada de quadra dura nos EUA, Murray chegou à final em Los Angeles, mas perdeu contra Sam Querrey em três sets. Esta foi sua primeira derrota para Querrey em cinco jogos na carreira. No Canadá, Murray se tornou o primeiro jogador desde Andre Agassi em 1995 a defender o Master Canadense. Murray derrotou Nadal e depois Federer na final, em dois sets, para acabar com sua seca de oito meses sem título. No Masters de Cincinnati, Murray primeiro reclamou da velocidade da quadra, e, em seguida, em uma partida de quartas de final com Fish, Murray se queixou de que os organizadores se recusaram a colocar o jogo no final do dia. Com temperaturas atingindo 33 °C à sombra, Murray venceu o primeiro set, mas começou a se sentir mal. O médico foi chamado para a quadra. Murray admitiu após o jogo que considerou se aposentar. Ele perdeu o segundo set, mas forçou um set desempate, antes de Fish o vencer. Depois de perder para Stanislas Wawrinka na terceira rodada do Aberto dos EUA, perguntas sobre condicionamento físico de Murray surgiram.
Seu próximo evento foi o Aberto da China, em Pequim, onde Murray chegou às quartas de final, perdendo para Ivan Ljubicic. Murray, então, ganhou o Master de Xangai sobre Roger Federer em dois sets.  Ele não perdeu um set sequer durante todo o torneio. Murray voltou à Espanha para defender seu título no Aberto de Valência, mas perdeu na segunda rodada para Juan Mónaco. No entanto, em duplas, Murray e seu irmão Jamie Murray foram para a final, onde derrotaram Mahesh Bhupathi e Max Mirnyi. A vitória era o primeiro título de Murray em duplas e a segunda vez que ele tinha alcançado uma final com seu irmão. Murray chegou às quartas de final no BNP Paribas Masters, perdendo para Gael Monfils em três sets. Combinado com a sua eliminação e o título de Soderling, Murray caiu uma posição no ranking. No ATP Tour finals em Londres, Murray venceu 2 de seus 3 jogos na fase de grupos, antes de enfrentar Nadal na semifinal. Eles lutaram por mais de três horas, antes de Murray perder para o espanhol, terminando assim sua temporada.

### 2011

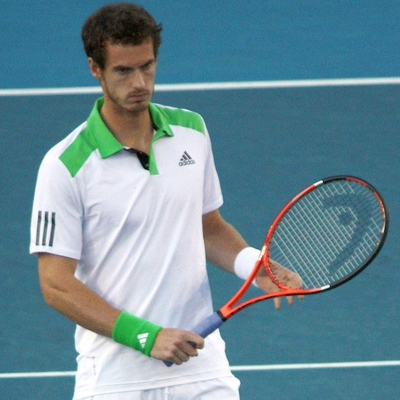
Murray no Australian Open 2011

Murray e sua colega britânica Laura Robson perderam na Copa Hopman 2011. Em seguida, Murray, junto com outras estrelas como Roger Federer, Rafael Nadal e Novak Djokovic, participaram de um evento para ajudar a arrecadar dinheiro para as vítimas das enchentes em Queensland.

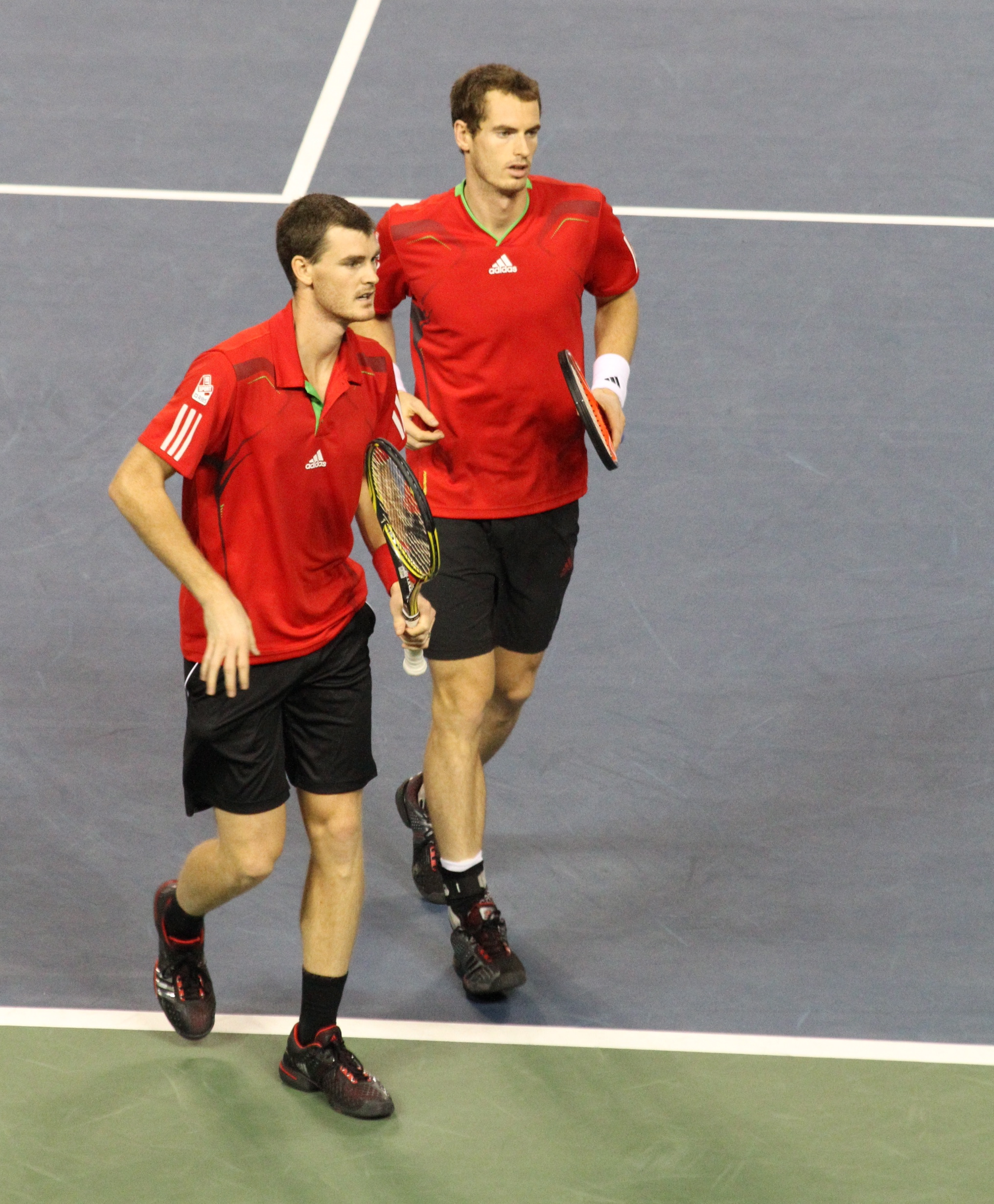
Andy Murray e seu irmão Jamie Murray no Aberto do Japão

Quinto cabeça de chave no Aberto da Austrália, Murray encontrou o ex-campeão Novak Djokovic na final, sendo derrotado em três sets. Murray fez um retorno rápido, participando em Roterdã. Ele foi derrotado por Marcos Baghdatis na primeira rodada. Murray chegou às semifinais do torneio de duplas com seu irmão Jamie. Murray perdeu nas primeiras rodadas nos eventos Masters Series de Indian Wells e Miami. Murray voltou no Masters de Monte-Carlo, mas perdeu para Nadal nas semifinais. Murray sofreu uma lesão no cotovelo antes do jogo e posteriormente foi retirado do Aberto de Barcelona devido à lesão. Murray perdeu na terceira rodada do Aberto de Madrid, mas chegou às semifinais do Masters de Roma, onde perdeu para Novak Djokovic. No Aberto da França, Murray venceu duas partidas difíceis antes de perder sua primeira semifinal em Roland Garros, contra Rafael Nadal.
Em Queen's, Murray derrotou Jo-Wilfried Tsonga para ganhar seu segundo título. Em Wimbledon, Murray perdeu na semifinal para Nadal, apesar de ter vencido o primeiro set. No jogo da Copa Davis entre Grã-Bretanha e Luxemburgo, Murray liderou a equipe britânica para a vitória. Murray tentou defender o título na Rogers Cup, mas perdeu na segunda rodada para o Sul Africano Kevin Anderson. No entanto, na semana seguinte, ele ganhou Open Western & Southern, batendo Novak Djokovic. No Aberto dos EUA 2011, Murray perdeu na semifinal para Rafael Nadal em quatro sets.
Murray venceu facilmente o Aberto da Tailândia, e na semana seguinte ganhou seu terceiro título no Japão. Seu adversário na final foi Rafael Nadal, vencendo pela primeira vez no ano em três sets. Murray, então, ganhou nas duplas, com seu irmão Jamie Murray, tornando-se a primeira pessoa na temporada de 2011 a vencer em simples e em duplas o mesmo torneio. Murray então defendeu com sucesso seu título em Xangai, com uma vitória sobre David Ferrer na final. No ATP World Tour Finals, Murray perdeu para David Ferrer e se retirou do torneio após a derrota. Murray terminou o ano como Nº.4 do mundo, atrás Novak Djokovic, Rafael Nadal e Roger Federer.

### 2012
Com Ivan Lendl como seu novo treinador, Murray começou a temporada jogando o torneio ATP de Brisbane. E Ele superou um início lento em suas duas primeiras partidas para conquistar seu 22.º título ao vencer Alexandr Dolgopolov na final. Em duplas, ele perdeu nas quartas de final contra Jurgen Melzer e Philipp Petzschner em um jogo apertado. Depois de uma partida de exibição, Murray chegou às semifinais do Grand Slam do Aberto da Austrália, onde foi derrotado pelo sérvio Novak Djokovic em uma partida de 4 horas e 50 minutos.
Em Dubai, Murray derrotou Novak Djokovic nas semifinais, mas perdeu na final para Roger Federer. Depois de uma derrota precoce no BNP Paribas, Murray fez a final do Masters de Miami, perdendo para Novak Djokovic. Em seguida, Murray perdeu nas quartas em Monte Carlo e no Aberto de Barcelona, e na terceira rodada no Aberto da Itália. Murray lutou durante todo o Aberto da França e nas quartas de final, ele foi eliminado por David Ferrer.

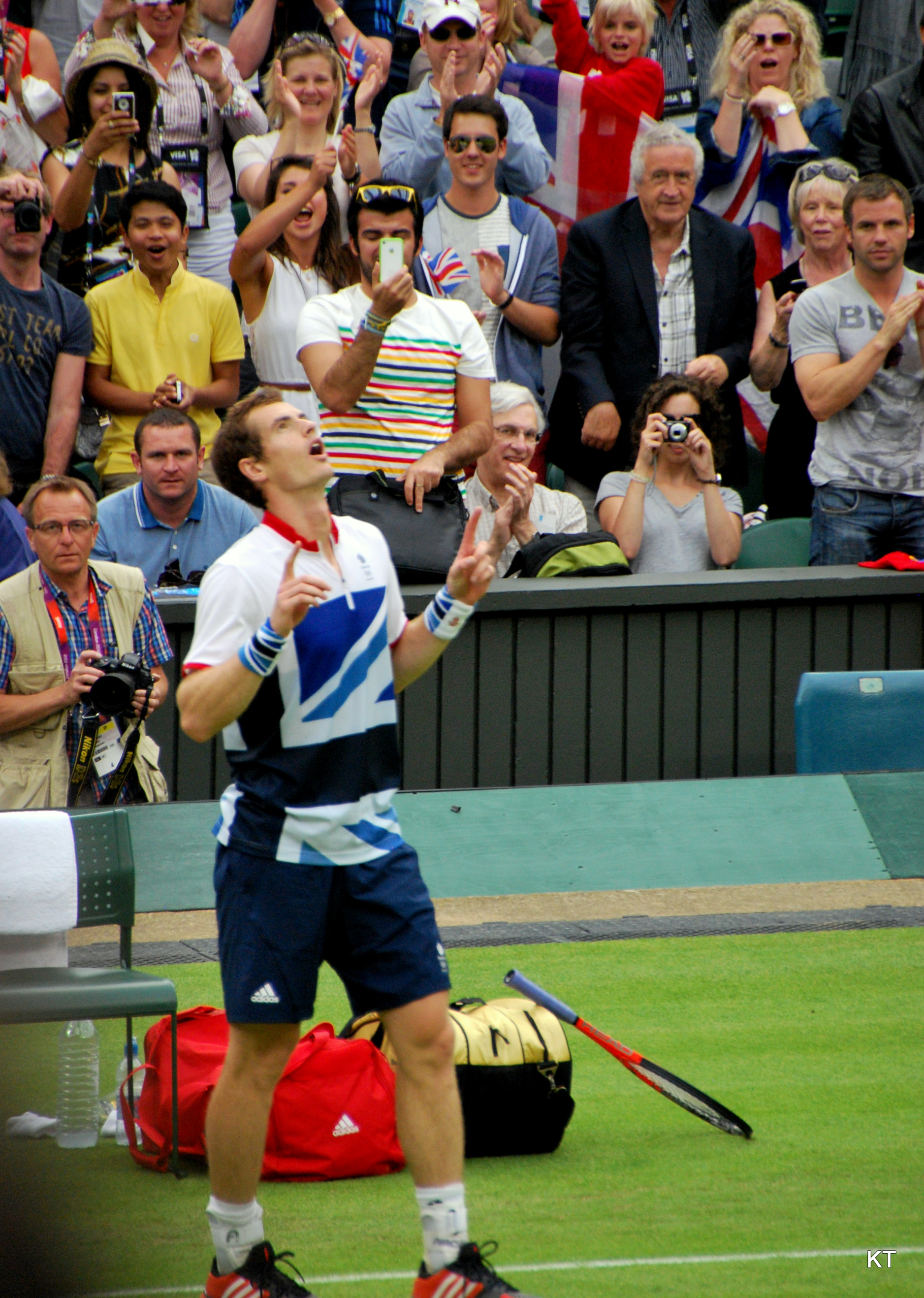
Murray após o ouro Olímpico em Londres 2012

Murray perdeu na rodada de abertura no torneio de Queen's para o Nº65 do mundo, Nicolas Mahut. Em Wimbledon, Murray fez sua melhor campanha no torneio, Murray bateu Jo-Wilfried Tsonga na semifinal em quatro sets para se tornar o primeiro jogador britânico a chegar à final de Wimbledon desde Bunny Austin, em 1938. Na final ele enfrentou Roger Federer, mas depois de vencer o primeiro set, perdeu a partida em quatro sets.
Murray foi para os Jogos Olímpicos de Londres 2012, disputando em simples, duplas e duplas mistas. Ele fez uma parceria de seu irmão Jamie Murray nas duplas e foi derrotado na primeira rodada pela dupla da Áustria (Jürgen Melzer e Alexander Peya) em três sets. Em duplas mistas, Murray foi o companheiro de Laura Robson. Eles foram até a final, onde perderam para os bielorrussos cabeças de chave Nº.1 (Victoria Azarenka e Max Mirnyi) em três sets, ficando com a medalha de prata. Em simples, Murray perdeu apenas um set em seu caminho até à final, onde enfrentou Federer, derrotando-o em três sets. Ao ganhar a medalha de ouro olímpica, Murray se tornou o primeiro britânico a ganhar a medalha de ouro no tênis em simples desde Josias Ritchie, em 1908.

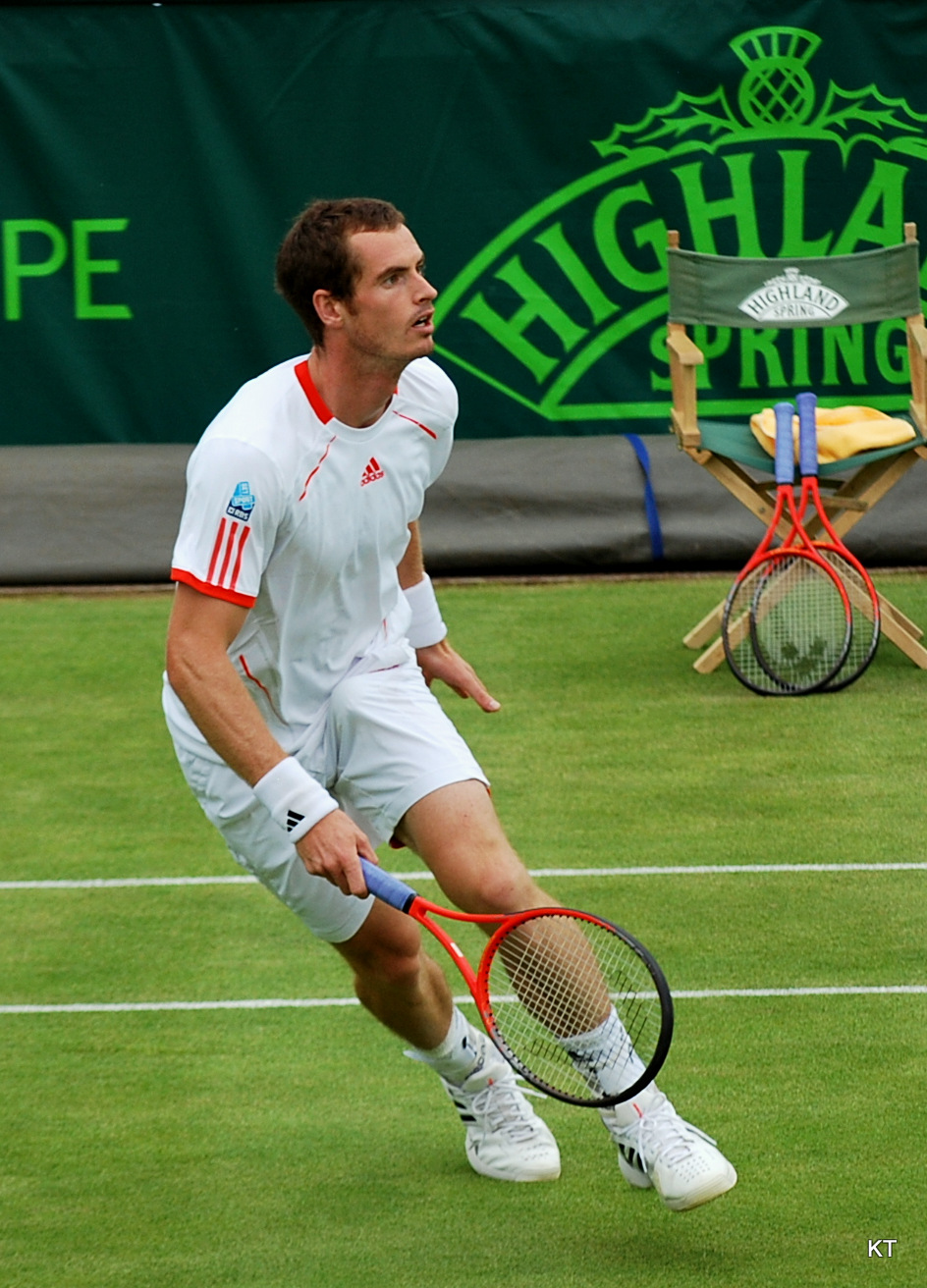
Murray durante exibição em 2012

Murray se afastou no início da Rogers Cup, devido a uma lesão no joelho, e sofreu uma derrota terceira rodada para Jeremy Chardy no Masters de Cincinnati em dois sets. Em seguida, ele competiu no Aberto dos EUA. Ele venceu Alex Bogomolov e Ivan Dodig em três sets, antes de enfrentar Feliciano Lopez, vencendo o espanhol em 4 sets em um jogo duro, onde Murray teve que vencer três tie-break. Na quarta rodada, ele derrotou o canadense Milos Raonic e depois nas quartas de final, venceu Marin Cilic. Nas semifinais, derrotou Tomas Berdych, após um jogo muito disputado, que durou quase quatro horas, para chegar a sua segunda final de Grand Slam consecutiva. Na grande final Murray derrotou o sérvio Novak Djokovic em cinco sets, tornando-se o primeiro britânico a vencer uma final de Grand Slam desde Fred Perry em 1936, e o primeiro jogador escocês a ganhar uma final de Grand Slam desde que Harold Mahony, em 1896. A vitória serviria para Murray bater vários recordes: que envolveu um 12-10 no primeiro set, e fazendo de Murray o primeiro homem a ganhar uma medalha de ouro olímpica e o Aberto dos EUA no mesmo ano, e empatou com a final do Aberto dos EUA 1988 (em que o treinador de Murray, Ivan Lendl competiu) como a mais longa final da história do torneio.
Em seu primeiro torneio após o Aberto dos EUA, Murray chegou às semifinais do Aberto do Japão, entrando no torneio como atual campeão, porém foi derrotado por Milos Raonic em três sets, 3-6, 7-6 (7-5), 6-7 (4-7). Nas duplas, Murray e seu irmão Jamie, foram eliminados nas quartas de final por Leander Paes e Radek Stepanek. No penúltimo Masters 1000 do ano, em Xangai. Murray avançou direto para a segunda rodada. O primeiro jogo de Murray estava previsto para ser jogado contra Florian Mayer, no entanto, ele teve de sair devido a lesão, dando a Murray a vaga na terceira rodada. Depois de enfrentar Alexandr Dolgopolov na terceira rodada, a quem venceu em dois sets, 6-2, 6-2, ele então venceu Radek Stepanek nas quartas de final. Murray enfrentou Roger Federer na semifinal, a quem derrotou em dois sets 6-4, 6-4 para se classificar para sua segunda final consecutiva contra Novak Djokovic. Na final, Murray venceu o primeiro set por 7-5. No segundo set, Murray obteve 5 vezes a chance de vencer o jogo, mas acabou desperdiçando todas elas, perdendo para Novak Djokovic por 6-7 (11-13). No terceiro set, Murray foi derrotado por 6-3, perdendo pela primeira vez o Shanghai Masters.
Depois que o espanhol Rafael Nadal anunciou que não jogaria o Masters de Paris e o ATP World Tour Finals, Murray oficialmente se tornou nº 3 do ranking mundial, depois de quatro anos, terminando a temporada como número 4 do mundo. Murray foi nomeado como Oficial da Ordem do Império Britânico (OBE) em 2013, por seus serviços prestados ao tênis.

### 2013
Murray começou a temporada de 2013, conquistando o torneio ATP de Brisbane, derrotando ʽGrigor Dimitrovʼ na final em dois sets. Tentando conquistar seu segundo Major, começou o Aberto da Austrália com uma vitória sobre o holandês Robin Haase. Em seguida, derrotou João Sousa, seu parceiro de treino Ričardas Berankis e o francês Gilles Simon. Nas quartas de final, venceu Jérémy Chardy, sendo qualificado para a semifinal contra Roger Federer. Depois de trocar sets, Murray acabou prevalecendo em 5 sets, sendo essa, sua primeira vitória em Grand Slam sobre Federer. Murray se classificou para sua terceira final de Major seguida, e segunda consecutiva contra Novak Djokovic. Depois de levar o primeiro set em um tiebreak, Murray acabou sendo derrotado em quatro sets. No BNP Paribas Open em Indian Wells, Murray perdeu na fase de quartas de final para Juan Martín del Potro em três sets. No Masters de Miami, Murray venceu seus primeiros quatro jogos sem perder nenhum set, superando Richard Gasquet nas semifinais. Murray enfrentou David Ferrer na final. Depois de perder o primeiro set, e com um match point contra em 5-6, o escocês levou a partida em um desempate no terceiro set para conquistar seu segundo título no Masters de Miami, e ultrapassar Roger Federer no segundo lugar no ranking, pondo fim a quase uma década em que Federer ou Nadal estavam nos dois primeiros lugares do ranking. Murray brevemente caiu para o número 3 do mundo, depois de uma derrota na terceira rodada em Monte-Carlo para Stanislas Wawrinka, mas recuperou o número 2 no ranking, após Federer não defender seu título no Mutua Madrid Open. 

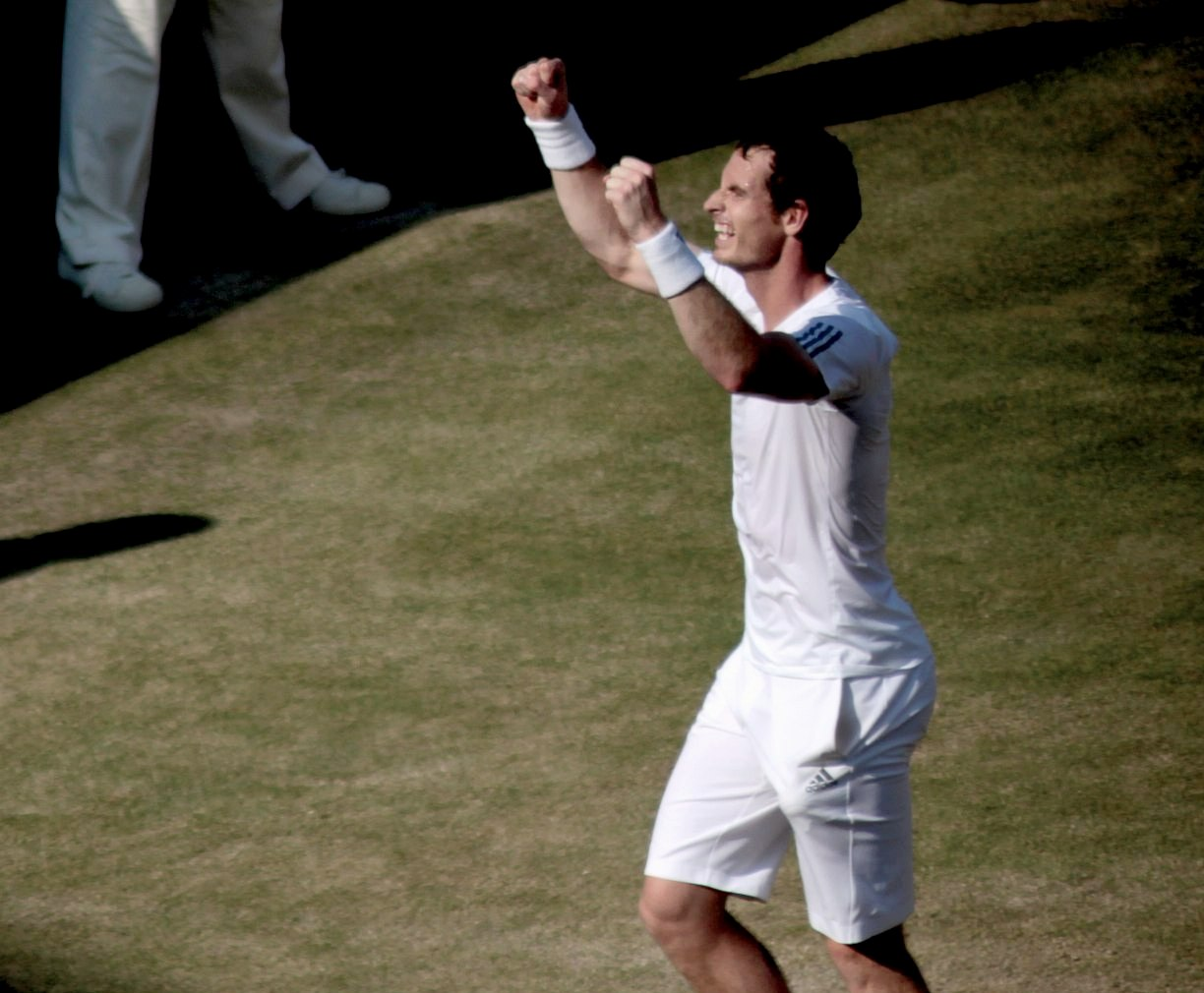
Murray comemora vitória no Torneio de Wimbledon

Em 15 de maio de 2013, no Masters de Roma, Murray se retirou do circuito devido a uma lesão no quadril durante sua segunda partida contra Marcel Granollers. Murray ainda iria se retirar do torneio de Roland Garros, citando a lesão nas costas. Depois de uma pausa de quatro semanas devido a lesão, Murray fez seu retorno no Aegon Championships. Após uma chuva que atrasou o primeiro dia de partidas, Murray teve que completar sua partida de segunda rodada contra Nicolas Mahut, e seu jogo subsequente contra Marinko Matosevic no mesmo dia, os quais ele ganhou em dois sets. Depois de vencer Benjamin Becker nas quartas de final, Murray enfrentou seu primeiro oponente top 10 desde que perdeu para Tomas Berdych em Madrid, enfrentando Jo-Wilfried Tsonga nas semifinais. Depois de perder primeiro set para o francês, Murray finalmente elevou seu nível de jogo e venceu os dois sets seguintes. Na final contra Marin Cilic, Murray novamente perdeu o 1.º set, mas venceu o 2.º e 3.º sets para conquistar seu terceiro título em Queen's.
Em Wimbledon, Murray enfrentou Benjamin Becker e Yen-Hsun Lu, respectivamente, derrotando ambos em três sets. Na terceira rodada contra Tommy Robredo, Murray venceu o espanhol em sets diretos, marcando um confronto contra Mikhail Youzhny nas oitavas de final. Onde com incentivo de alguns fãs que levaram uma faixa com as palavras "Vamos lá, Andy, vamos lá", ele derrota Youzhny, que sentiu o ombro depois do segundo set, por 3 sets a 0. Depois nas quartas de final, Murray venceu o espanhol Fernando Verdasco em 5 sets. Em seguida na semifinal, Murray enfrentou Jerzy Janowicz e venceu em 4 sets. Já na final, Murray enfrentou Novak Djokovic da Sérvia. E apesar de o sérvio ser o favorito para ganhar o título, Murray venceu Djokovic em sets diretos, para se tornar o primeiro tenista britânico de simples a conquistar o título masculino desde Fred Perry em 1936, e o primeiro Escocês a ganhar um título de simples em Wimbledon desde Harold Mahoney em 1896.
No U.S. Open, Murray entrou em um torneio de Grand Slam como o atual campeão pela primeira vez. E ele acabou vencendo o francês Michael Llodra na primeira rodada. Depois conquistou vitórias sobre Leonardo Mayer, Florian Mayer e Denis Istomin, alcançando as quartas de final do torneio. Porém Murray parou aí, pois enfrentou o suíço Stanislas Wawrinka, e perdeu em três sets.
Murray ingressou na equipe da Grã-Bretanha na Copa Davis para os playoffs do grupo mundial contra a Croácia, onde jogou em dois jogos de simples e nas duplas. Depois de derrotar Borna Ćorić em três sets, Murray juntou-se com Colin Fleming para derrotar Ivan Dodig e seu companheiro nas duplas, dando uma vantagem de 2 a 1 para os britânicos. Em seguida, Murray então selou o retorno da Grã-Bretanha para o Grupo Mundial da Davis ao derrotar Dodig em três sets.
Depois de disputar a Copa Davis, Murray interrompeu sua temporada para se submeter a uma cirurgia, a fim de resolver os problemas nas costas que lhe tinha causado problemas desde o início da temporada anterior. Após a conclusão da temporada de 2013, Murray foi eleito a Personalidade do Ano pela BBC Sport.

### 2014
Murray começou sua temporada no ATP de Doha no Qatar. Na primeira rodada, ele derrotou Mousa Edson Zayed em sets diretos em 37 minutos, mas foi derrotado em três sets por Florian Mayer na segunda rodada. O último jogo de Andy Murray antes do Aberto da Austrália não foi muito animador para o britânico. No torneio de exibição de Kooyong, ele perdeu para o australiano Lleyton Hewitt em dois tiebreaks, parciais de 7/6 (7-1) e 7/6 (7-4). Em seguida, jogou o Grand Slam do Aberto da Austrália de 2014, onde teve um começo forte, despachando o primeiro oponente em menos de 90 minutos. Em seguida ele derrotou Feliciano Lopez e Vincent Millot. Na quarta rodada, Murray bateu Stephane Robert em quatro sets. Mas apesar de salvar dois match points, ele foi eliminado nas quartas de final pelo suíço Roger Federer por 3 sets a 1. As parciais foram de 6/3, 6/4 e 6/7 (6) e 6/3. Como resultado de perder antes da final, Murray caiu para o número 6 do mundo, caindo fora do top 5 pela primeira vez desde 2008.

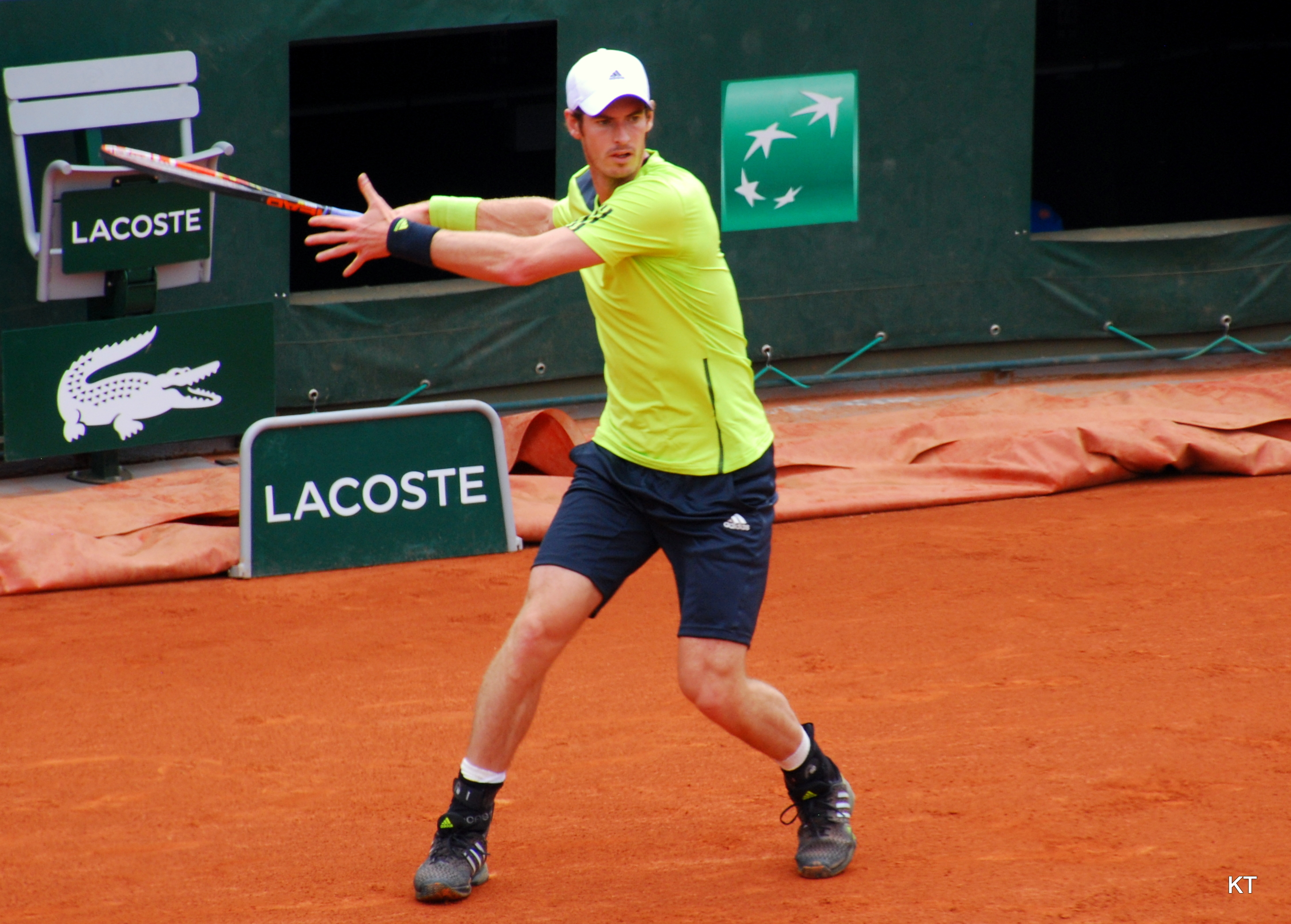
Andy durante Roland Garros de 2014.

Ele em seguida foi jogar nos EUA para competir pela primeira rodada da Copa Davis, ajudando a Grã-Bretanha a chegar a sua
primeira quartas de final de Copa Davis desde 1986. Próximo torneio de Murray foi o ATP de Roterdã, porém perdeu para o croata Marin Čilić em dois sets nas quartas de final. Sua competição seguinte foi o ATP de Acapulco, e foi eliminado do torneio com uma derrota na semifinal para Grigor Dimitrov.
Em Indian Wells Masters, Murray bateu em suas duas primeiras partidas a Lukáš Rosol e Jiří Veselý respectivamente, mas a seguir contra o canadense Milos Raonic perdeu em três sets. Em março, Murray deixou de ser treinado por Ivan Lendl, que tinha sido amplamente elogiado por ajudá-lo a alcançar seu objetivo de ganhar títulos de Grand Slam. No Miami Masters de 2014, Murray derrotou Matthew Ebden, Feliciano Lopez e Jo-Wilfried Tsonga, mas perdeu para Novak Đoković nas quartas.

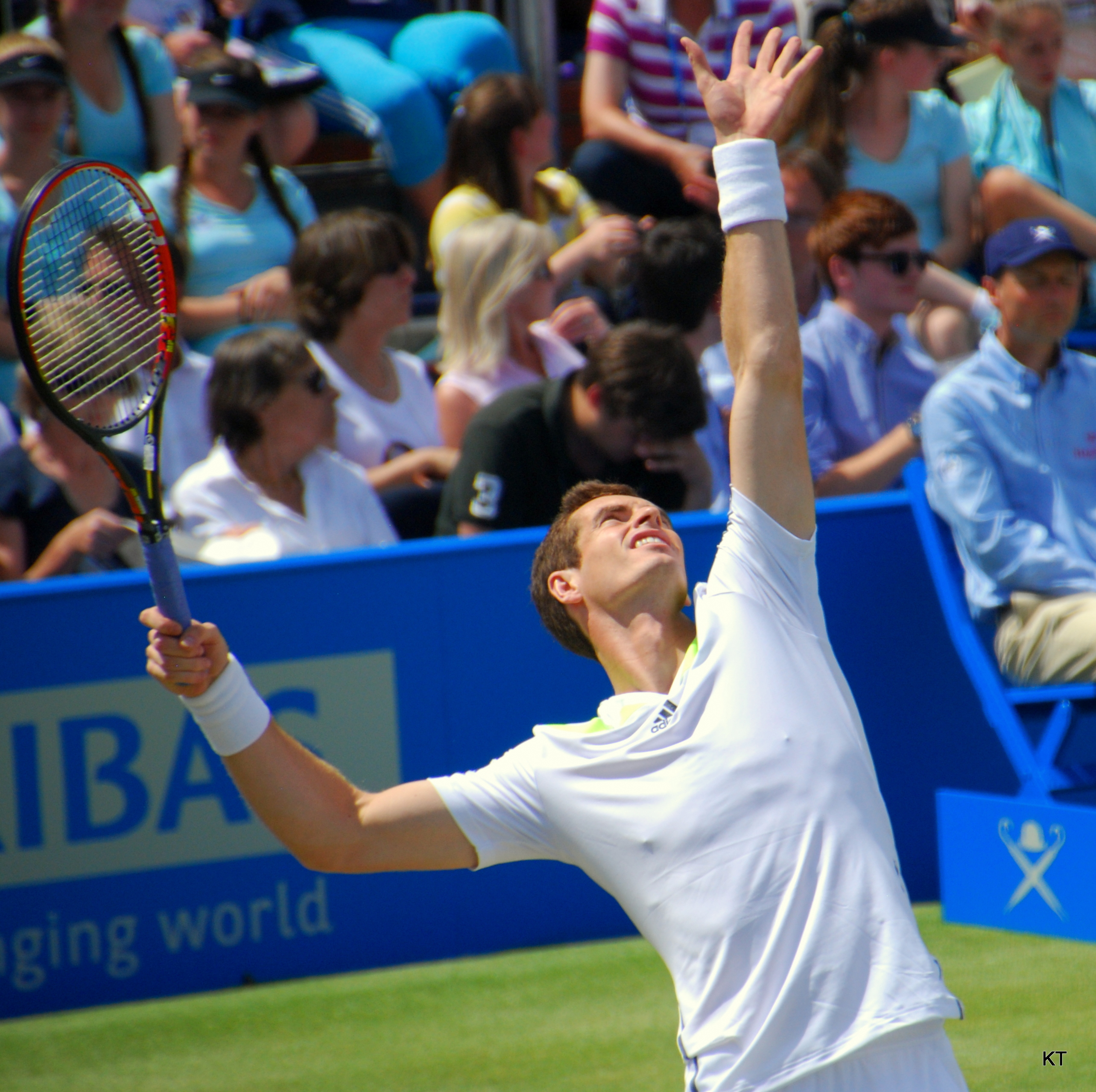
Andy saca durante o Queen's Club Championships de 2014.

Nas quartas de final da Copa Davis contra a Itália, ele venceu Andreas Seppi por 3 sets a 0, depois uniu-se com Colin Fleming para ganhar nas duplas, mas em sua partida final, foi surpreendido por Fabio Fognini em sets diretos, o que levou a Grã-Bretanha para o jogo final decisivo. No entanto, neste jogo, seu compatriota, James Ward foi derrotado por Andreas Seppi, também em sets diretos, e assim a Grã-Bretanha ficou fora da Copa Davis. Murray em seguida competiu no Madrid Masters e, após sua vitória de abertura, sobre Nicolas Almagro, dedicou a vitória a Elena Baltacha. Ele então perdeu para Santiago Giraldo na rodada seguinte. Murray, então, chegou as quartas de final do Roma Masters, onde perdeu para o então número um do mundo Rafael Nadal em um jogo apertado.
No Grand Slam de Roland-Garros, Murray derrotou Andrey Golubev e Marinko Matosevic. Ele seguiu com uma vitória sobre Fernando Verdasco e depois teve outra vitória sobre o francês Gael Monfils nas quartas de final. No entanto, posteriormente perdeu para Rafael Nadal em sets diretos na semifinal. Após perder na semifinal de Roland-Garros para o espanhol Rafael Nadal, Murray apresentou a ex-tenista Amelie Mauresmo como sua nova treinadora, em um 'momento histórico para o tênis mundial', pois seria a primeira mulher a treinar um tenista masculino Top.
Na sequência, foi a principal esperança da torcida britânica no Torneio de Wimbledon. E então o atual campeão do Grand Slam Britânico, Murray venceu o belga David Goffin na estreia em sets diretos. Depois, venceu dois tenistas por 3 sets a 0 e chegou as oitavas de final. Onde, em partida interrompida pela chuva no 
segundo set, na volta, Murray sofreu com a pressão de Kevin Anderson, mas 
conseguiu sair com mais uma vitória em 3 sets. Em seguida, esteve longe de mostrar seu melhor desempenho na grama do All 
England Club, em Londres, e foi superado pelo búlgaro Grigor Dimitrov, nas quartas de final, em sets diretos, com parciais de 6/1, 7/6(4) e 6/2. Campeão em Wimbledon no ano anterior e medalha de ouro nos Jogos Olímpicos de Londres em 2012, Murray não perdia no tradicional clube 
londrino há 17 partidas e viu a sequência ruir em um dia nada bom. Por não conseguir defender o título em Wimbledon, ele caiu para o 10.º posto mundial, que foi sua mais baixa classificação desde junho de 2008.
No final de agosto, iniciou campanha no U.S. Open. E Murray suportou dores musculares e venceu partida de estreia de mais de 3 horas contra Robin Haase por 3 sets a 1. Depois superou o alemão Matthias Bachinger por 3 sets a 0. Em seguida, alternando bons e maus momentos e aproveitando-se do nervosismo de seu 
rival, Andy confirmou o favoritismo e avançou às oitavas de final ao passar pelo russo Andrey Kuznetsov por 3 sets a 1. Na sequência, venceu o francês Jo-Wilfried Tsonga em sets diretos. Já nas quartas de final, após duelo de 3 horas e meia, Murray perde para Novak Djokovic por 3 sets a 1 (7/6-1, 6/7-1, 6/2 e 6/4) e é eliminado do Grand Slam americano.
No final de setembro, então 11° do mundo, Murray encerra jejum de 14 meses ao ganhar seu primeiro título em simples desde a histórica conquista de Wimbledon em 2013. O escocês conquistou o 29° título em simples na carreira ao vencer o experiente espanhol Tommy Robredo na final do ATP de Shenzhen, por 5-7, 7-6 (11-9) e 6-1. Dois dias depois da conquista em Shenzhen, Murray iniciou campanha no ATP de Pequim. E durante o torneio ele derrotou Jerzy Janowicz, Pablo Cuevas e Marin Cilic em sequência para garantir um lugar na semifinal da competição disputada em piso sintético. Porém, não conseguiu chegar à final, pois o sérvio Novak Djokovic, então n° 1 do mundo, precisou de 1 hora e 48 minutos para derrotar Murray (11.º no ranking mundial) 
por 2 sets a 0, parciais de 6-3 e 6-4. Com o triunfo, o sérvio chegou a 
14 vitórias no confronto direto com o escocês, contra oito derrotas.
Em seguida, já em outubro, Murray caiu perante David Ferrer da Espanha na terceira rodada do Masters de Xangai. Onde ele dominou o primeiro "set", mas permitiu a recuperação do espanhol nos "sets" seguintes e perdeu de virada pelas parciais de 2-6, 6-1 e 6-2. Mas na semana seguinte, Murray regressou à elite do tênis mundial. O escocês, então com  27 anos, que vivia uma temporada complicada, confirmou a sua reentrada no top 10 do ranking mundial após a conquista do seu segundo título do ano ao bater o espanhol David Ferrer na final do ATP de Viena na Áustria. Esse foi o 30° título em simples na carreira do escocês. Na semana seguinte, ainda em outubro, Murray, então 10.º colocado do ranking mundial, conquistou o título do ATP de Valência, na Espanha, ao bater na final o anfitrião Tommy Robredo, depois de salvar cinco "match points". Durante a partida, ele perdeu o primeiro "set" por 6-3, mas respondeu com dois triunfos nos sets seguintes e venceu ambos por 7-6, com 9-7 e 10-8 nos respetivos "tie-breaks". Com isso, Murray ganhou o terceiro título no ano e o 31° de simples na carreira. A conquista em Valência, o fez subir duas posições na lista de entradas do ranking da ATP, indo ao oitavo lugar mundial.
Na sequência, Murray não encontrou dificuldades em sua estreia no Masters de Paris. Sólido, ele passou fácil e venceu em pouco mais de uma 
hora Julien Benneteau por 2 sets a 0 (6-3 e 6-4). Depois, venceu o búlgaro Grigor Dimitrov, então 11.º do ranking mundial, pelas oitavas de final. Assim, além de se 
classificar para as quartas de final, ele também garantiu, com a 
vitória, um lugar no ATP World Tour Finals, torneio que reuniu os oito melhores 
tenistas do ano, no mês de novembro, em Londres, no Reino Unido. Mas em seguida, foi impedido de chegar a semifinal de Paris ao perder para o sérvio Novak Djokovic nas quartas de final do torneio, por 2 a 0, com parciais de 7-5 e 6-2.
Logo em seguida, Murray disputou o ATP World Tour Finals, competição que reuniu os oito melhores 
tenistas da temporada. E o britânico, que disputava o ATP Finals em casa, em 
Londres, e estava no grupo B, estreou com derrota ao perder por duplo 6-4 para o
japonês Kei Nishikori, na partida de abertura do torneio. Dois dias depois, Murray reagiu ao vencer o canadense Milos Raonic por 2 sets a 0, com parciais de 6/3 e 7/5. Mas em seguida, pela rodada final do grupo B, com direito a pneu, Roger Federer derrotou Murray. Onde então número 6 do mundo, Murray estava irreconhecível e mal viu a cor da bola ao ser arrasado por Federer da Suíça em apenas 56 minutos. Com
um 2 sets a 0 (parciais de 6/0 e 6/1), o suíço garantiu o primeiro 
lugar do grupo e ainda classificou o japonês Kei Nishikori como segundo 
da chave, já que o tenista do Japão vencera David Ferrer. Murray, que precisava vencer por 2 sets a 0, estava eliminado do ATP Finals. Ele terminou o ano como Nº 6 do mundo.

### 2015

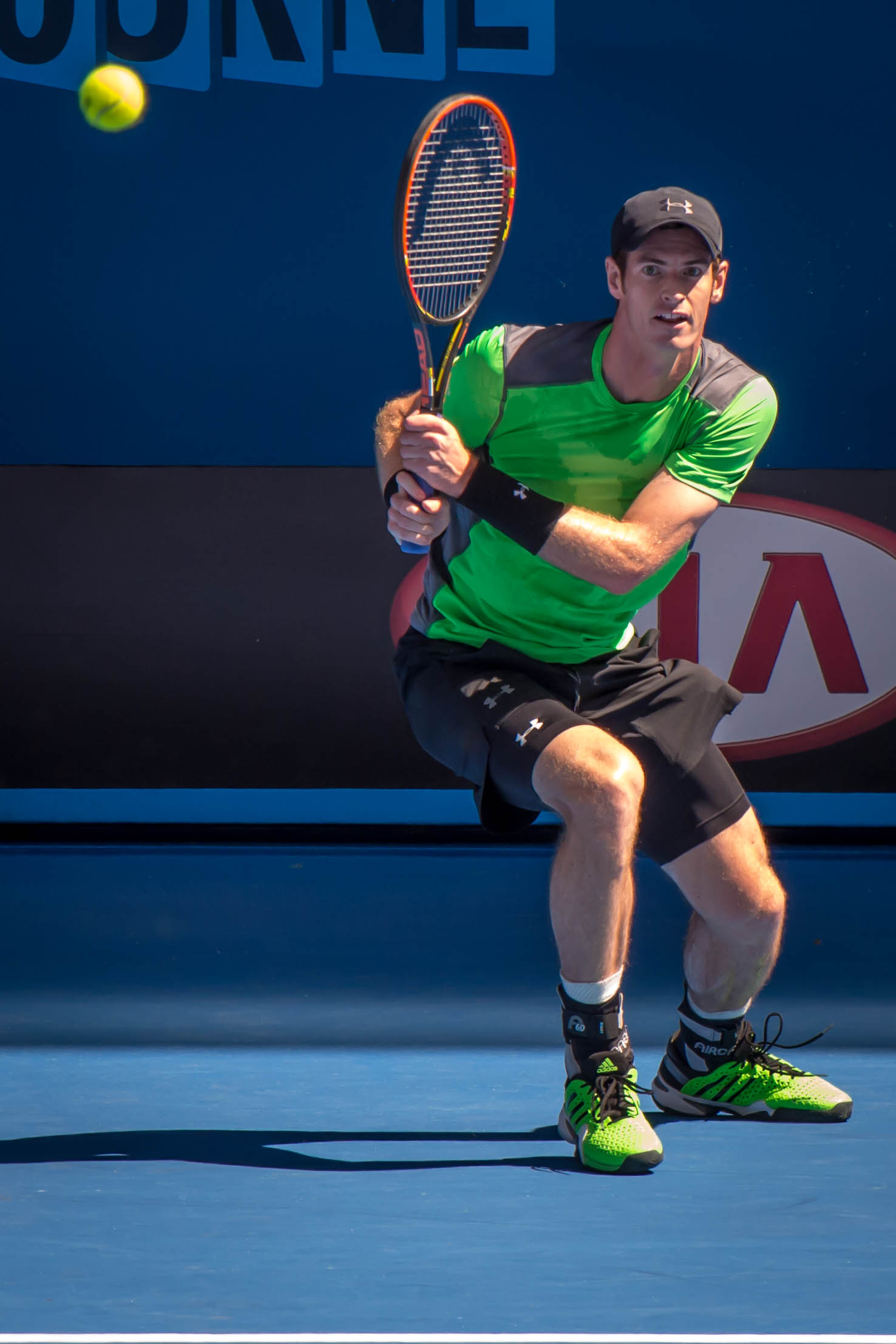
Andy durante o Australian Open de 2015.

Murray começou seu ano vencendo um evento de exibição em Abu Dhabi. Ele então jogou a Copa Hopman com Heather Watson e, apesar de ter vencido todos os seus jogos de simples em dois sets, eles terminou em segundo no seu grupo, atrás da Polônia. Seu primeiro torneio competitivo do ano foi o Aberto da Austrália. Ele venceu suas três primeiras partidas em três sets, antes de derrotar o búlgaro Grigor Dimitrov para alcançar as quartas de final. Vitórias contra Nick Kyrgios e Tomáš Berdych precederam a chegada de Murray à sua quarta final no torneio (três dos quais contra Djokovic) e a oitava final de Grand Slam de sua carreira. Ele perdeu a final para Novak Djokovic em quatro sets, no entanto, após essa final retornou aos quatro primeiros no ranking mundial pela primeira vez em 12 meses. Em seguida, Murray participou do Rotterdam Cup, mas perdeu nas quartas de final para Gilles Simon que terminou uma sequencia de 12 derrotas consecutivas contra Murray. Então, Murray jogou no Campeonato de Dubai, mas sofreu outra derrota nas quartas de final para Borna Ćorić e, como resultado, Murray caiu para nº 5 no ranking mundial atrás de Rafael Nadal e Kei Nishikori. Depois, Murray jogou a Copa Davis no Grupo Mundial em Glasgow contra os Estados Unidos. Ele venceu seus dois jogos contra Donald Young e John Isner, permitindo que a Grã-Bretanha pudesse avançar para as quartas de final pela segunda vez consecutiva com uma vantagem de 3 a 2 sobre os Estados Unidos.
Murray, em seguida, chegou às semifinais do Indian Wells Masters de 2015, ultrapassando o recorde de Tim Henman de 496 vitórias, tornando-se o tênista britânico masculino com mais vitórias na carreira na Era Aberta. No entanto, ele sofreu uma sexta derrota consecutiva para Djokovic em três sets. Murray, em seguida, chegou à final do Miami Open, registrando sua 500.º vitória ao longo da carreira tornando-se o primeiro jogador britânico a ter 500 ou mais vitórias na Era Aberta. Ele perdeu a final para Djokovic, desta vez em três sets. Murray acrescentou Jonas Björkman a sua comissão técnica em março, inicialmente para ajudar nas cinco semanas em que Mauresmo não estava disponível, já que ela só concordou em trabalhar com ele durante 25 semanas. No entanto, no final do Aberto da Austrália, Mauresmo informou Murray que ela estava grávida e Andy anunciou no final de abril, que Björkman seria seu principal treinador para toda a temporada  nos Estados Unidos de quadra de grama e quadra dura, enquanto Mauresmo estaria com a equipe apenas em Wimbledon.
Murray conquistou seu primeiro título ATP no saibro no BMW Open. Ele derrotou o alemão Philipp Kohlschreiber em três sets para se tornar o primeiro britânico desde Buster Mottram em 1976 a vencer um evento de saibro nível tour. Na semana seguinte, ele chegou à sua segunda final no saibro, no Madrid Open depois de alcançar sua segunda e terceira vitórias sobre oponentes top 10 no saibro, contra Raonic e Nishikori. Na final, ele derrotou Rafael Nadal em dois sets para o seu primeiro título no saibro em Madrid, e seu primeiro título em um torneio Masters 1000 jogado em piso de saibro na carreira. A vitória foi a primeira de Murray sobre Nadal, Federer ou Djokovic desde Wimbledon em 2013, e seu primeiro sobre Nadal em uma quadra de saibro. Murray continuou sua série de vitórias no Open da Itália, batendo Jeremy Chardy em sets diretos em seu jogo de abertura, mas, em seguida, abandonou devido a fadiga depois de ter disputado nove jogos no espaço de 10 dias. Murray, em seguida, chegou a sua terceira semifinal no Torneio de Roland-Garros, mas perdeu para Djokovic em cinco sets depois de ameaçar um retorno após vencer dois sets seguidos, terminando sua série de 15 vitórias no saibro. Para iniciar sua campanha em quadra de grama, Murray bateu um recorde ao ganhar seu quarto título do Queen's Club, onde derrotou o sul-africano Kevin Anderson em três sets na final.

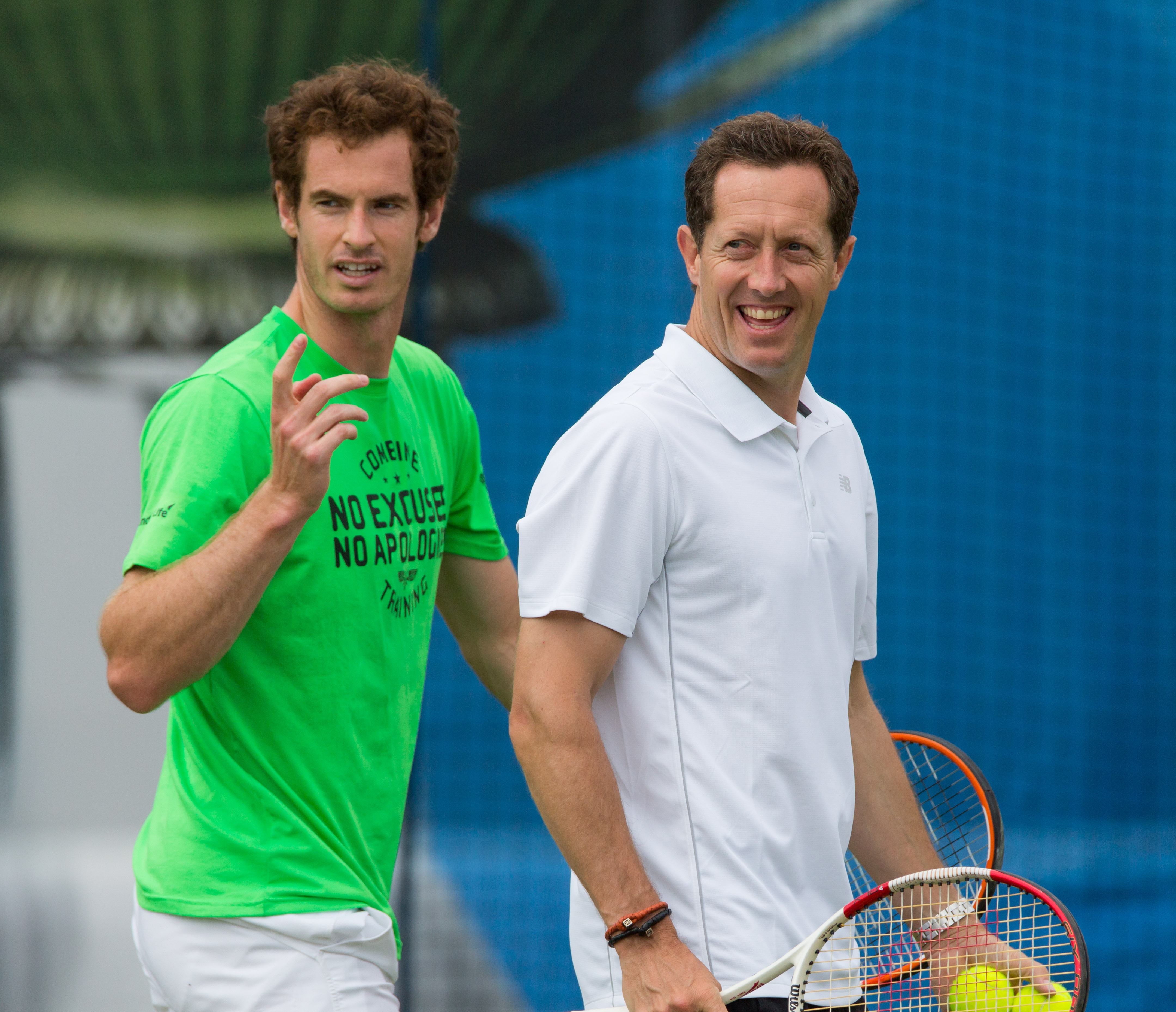
Murray com seu treinador Jonas Björkman.

Na sequência, foi a principal esperança da torcida britânica em Wimbledon. E ele avançou às semifinais do torneio britânico depois de vencer Mikhail Kukushkin, Robin Haase, Andreas Seppi, Ivo Karlovic e Vasek Pospisil. Mas na disputa por uma vaga na final, enfrentou o então número dois do mundo, Roger Federer, no entanto, esse jogou seu melhor tênis e deu show para alcançar sua 10.ª decisão de Wimbledon. Onde o tenista suíço precisou de 2 horas e 06 minutos para bater Murray, terceiro
cabeça de chave e campeão do torneio em 2013, por 3 sets a 0, com parciais de 7/5,
7/5 e 6/4, na quadra central lotada do All England Club. Poucos dias depois da eliminação em Wimbledon, Murray quebrou tabu para os britânicos e pôs fim a mais um jejum. Pois com vitórias em três dias seguidos na grama de Queen’s, ele garantiu a vaga da Grã-Bretanha na semifinal da Copa Davis, algo 
que não acontecia desde 1981.
Em seguida, na sua primeira competição de preparação para o US Open, o britânico Andy Murray se deu mal logo na estreia. Pois, depois de ser "bye" na 
primeira rodada, ele perdeu para o russo Teymuraz Gabashvili, apenas o 53.º do ranking mundial da ATP, por 2 sets a 1, com 
parciais de 6/4, 4/6 e 7/6(4), pela segunda rodada do Torneio de Washington, um ATP 500 disputado em quadras rápidas nos Estados Unidos. Mas na semana seguinte, Murray se deu bem no seu segundo torneio em quadras rápidas e preparatório para o US Open. Pois venceu Tommy Robredo, Gilles Muller, Jo-Wilfried Tsonga e Kei Nishikori para chegar a final do Masters de Montreal, no Canadá. Já na decisão, conseguiu derrotar o sérvio Novak Djokovic (então N°.1 do mundo) por 2 sets a 1, parciais de 6/4, 4/6 e 6/3, e se sagrou campeão do Masters de Montreal. Esta foi a terceira taça dele no torneio, pois ele já havia sido campeão em 2009 e 2010. Foi ainda sua 11.ª conquista de torneios da série Masters 1000 e o 35.º título de simples na carreira. Murray ainda encerrou um longo jejum contra Djokovic. Pois o sérvio havia vencido os oito confrontos anteriores. Antes desse triunfo, a última vitória dele sobre Djoko havia sido em 2013, na final de Wimbledon. Murray também encerrou uma sequência de 30 vitórias consecutivas de Djokovic em ATP Masters 1000, pois este vinha dos títulos em Paris (2014), Miami, 
Indian Wells, Monte Carlo e Roma (2015). O britânico ainda passou o suíço
Roger Federer ao assumir a vice-liderança do ranking mundial da ATP, enquanto Federer caiu para terceiro.
Depois de conquistar o título em Montreal, Murray começou bem sua caminhada no Masters de Cincinnati, nos E.U.A. ao vencer na estreia o norte-americano Mardy Fish, por 2 sets a 0. Em seguida, pelas oitavas de final, Murray derrotou o búlgaro Grigor Dimitrov em jogo eletrizante de 3 sets. No dia seguinte, pelas quartas de final, Murray mostrou todo seu talento ao reverter situação adversa e vencer de virada o francês Richard Gasquet. Já na semifinal, ele encarou um duelo acirrado contra o suíço Roger Federer. Mas mesmo assim Federer voltou a mostrar todo seu talento e venceu a partida em sets diretos por 6/4 e 7/6(6).
Na semana seguinte, foi cabeça de chave 3 do U.S. Open, nos Estados Unidos. E Murray iniciou campanha do Grand Slam sediado em Nova York vencendo na estreia a Nick Kyrgios, da Austrália, por 3 sets a 1. Depois, com muito trabalho conseguiu vencer pela segunda rodada, pois diante do inspirado francês Adrian Mannarino (então 35.º do mundo), ele saiu atrás do placar ao perder os dois primeiro sets mas, mesmo cansado, buscou uma incrível reação e venceu por 3 sets a 2 após 3h17min de partida. Em seguida, pela 3.ª rodada, venceu o brasileiro Thomaz Bellucci por 6/3, 6/2 e 7/5 e avançou na competição. Porém, logo depois, irreconhecível dentro de quadra, Murray deu adeus ao Grand Slam do U.S. Open. Pois, então, número 3 do ranking mundial, ele caiu nas oitavas de final do torneio para o sul-africano Kevin Anderson (então 15.º do mundo), por 3 sets a 1, com parciais de 7/6, 6/3, 6/7 e 7/6. O jogo teve mais de quatro horas, com direito a três tie-breaks.
Poucos dias depois da eliminação no U.S. Open, Murray quebrou tabu para os britânicos e pôs fim a mais um jejum. Pois com três vitórias (2 em simples e 1 em duplas) em três dias seguidos em Glasgow, na Escócia, ele garantiu a vaga da Grã-Bretanha na decisão da Copa Davis. E para isso acontecer ele venceu Thanasi Kokkinakis, em sets diretos, na estreia. No dia seguinte, fazendo dupla com o irmão Jamie Murray, levou a melhor numa batalha de cinco sets contra Sam Groth e Lleyton Hewitt. Já no terceiro e último dia, derrotou o australiano Bernard Tomic e assim levou a Grã-Bretanha à final da Copa Davis, fato que não acontecia desde 1978. Assim, depois de 37 anos, graças aos triunfos de Murray, a Grã-Bretanha voltou a disputar uma decisão de Davis.
Em meados de outubro, então n° 2 do mundo, Murray iniciou campanha no Masters 1000 de Xangai, na China, vencendo o norte-americano Steve Johnson por 2 sets a 0, parciais de 6/2 e 6/4. No dia seguinte, em partida muito disputada, derrotou de virada o norte-americano John Isner (então 13.º do mundo) por 2 sets a 1, parciais de 6/7(4-7), 6/4 e 6/4. Em seguida, pelas quartas de final, sem sustos, venceu 
com facilidade o tcheco Tomas Berdych (então 5.º do mundo), por 2 sets a 0, com parciais de 6/1 e
6/3. Na sequência, pelas semifinais, nem parecia um duelo de líder e vice-líder do ranking da ATP, pois Novak Djokovic, então Número 1 do mundo, dominou Murray e precisou de apenas 1h07m para vencer por 2 sets a 0, com parciais de 6/1 e 6/3.
Depois, no início de novembro, Murray precisou de apenas 58 minutos 
em quadra para confirmar favoritismo em sua estreia no Masters 1000 de Paris, na França. Cabeça de chave número 2, ele venceu o croata Borna Coric por 2 sets a 0, com parciais de 6/1 e 6/2. No dia seguinte, pelas oitavas de final, em apenas 53 minutos aplicou um pneu e cedeu apenas um game na vitória sobre belga David Goffin (então 16.º do mundo) por 2 sets a 0, com parciais 
de 6/1 e 6/0. Em seguida, pelas quartas de final, Murray venceu batalha contra o francês Richard Gasquet. Onde ele precisou de 2h38m para derrotar Gasquet por 2 sets a 1, com parciais de 7/6 (9/7), 3/6 e 6/3. Na sequência, em duelo válido pela semifinal, sem problemas confirmou o favoritismo e derrotou o espanhol David Ferrer (então 8.º do mundo) em sets diretos e garantiu vaga na final. Mas na decisão do Masters 1000 de Paris, com facilidade, o sérvio Novak Djokovic venceu Murray por 2 sets a 0, com parciais 6/2 e 6/4.
Na sequência, em meados de novembro, Murray participou do ATP World Tour Finals, em Londres. E ele encerrou a campanha na fase de Grupos com uma vitória e duas derrotas em três jogos realizados. Onde estreou no torneio vencendo David Ferrer, mas em seguida foi derrotado por Rafael Nadal e Stan Wawrinka. Assim, pelo segundo ano consecutivo, Andy Murray decepcionou a torcida britânica ao não garantir vaga na semifinal do ATP Finals.
Após o ATP Finals, Andy Murray foi junto com o time britânico disputar a final da Copa Davis contra a Bélgica, no saibro de Bruxelas, e apesar de David Goffin vencer o primeiro jogo para os belgas contra o jovem Kyle Edmund, Andy Murray fez toda a diferença a favor dos britânicos, pois primeiro venceu Ruben Bemelmans por 6-2, 6-3 e 7-5, depois em parceria com seu irmão Jamie Murray conseguiu a vitória no jogo de duplas contra David Goffin e Steve Darcis por 3 sets a 1, parciais de 6-4, 4-6, 6-3 e 6-2, e por fim Andy Murray superou David Goffin por 3 sets a 0, aplicando 6-3, 7-5 e 6-3, sendo assim o protagonista da equipe que quebrou o jejum de 79 anos da Grã-Bretanha sem título de Copa Davis, além disso, Murray atingiu um expressivo recorde, pois foi o jogador com melhor desempenho da história em uma edição de Copa Davis, com 11 vitórias em 11 jogos, entrando mais do que nunca para a história do tênis por quebrar jejuns britânicos.

### 2016

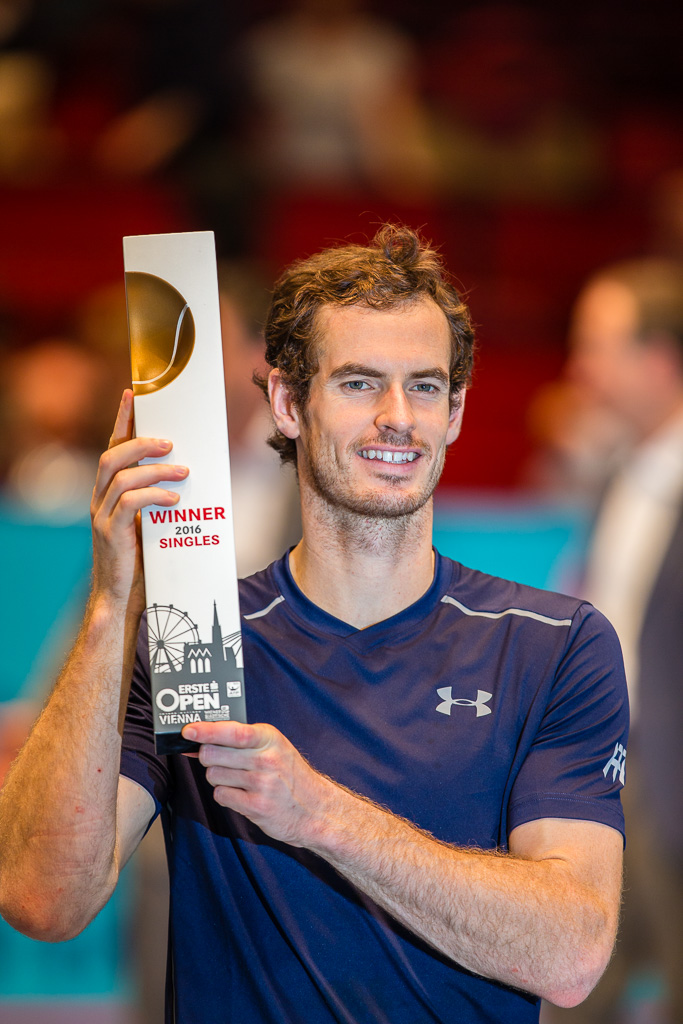
Andy com o troféu do Erste Bank Open de 2016.

Após parar antes da final na Copa Hopman, Andy Murray estava louco para ser campeão do Aberto da Austrália em 2016 e chegou muito bem ao torneio. Na estreia, Murray passou tranquilo pelo alemão Alexander Zverev, assim como o que aconteceu contra o australiano Sam Groth na segunda rodada e mesmo perdendo set, com o português João Sousa na terceira rodada. Nas oitavas, venceu por 3 sets a 0, Bernard Tomic, a última promessa australiana na competição, e chegou pela sétima vez consecutiva às quartas de final do torneio. Nas quartas, a vítima foi o espanhol David Ferrer, que fez um jogo duro contra o britânico, mas acabou sendo derrotado por 3 a 1. Em seguida, o canadense Milos Raonic também sucumbiu para Murray e perdeu na semifinal por 3 sets a 2, em um duelo equilibrado que ultrapassou as quatro horas de disputa e teve as parciais de 4/6, 7/5, 6/7, 6/4 e 6/2. Só que na final Murray teve que encontrar sua pedra no sapato: Novak Djokovic. E o resultado foi o mesmo dos outros anos: derrota. Mesmo fazendo um bom jogo no segundo e terceiro set, Murray não foi páreo para o então número então 1 do mundo e acabou perdendo mais uma decisão para o tenista da Sérvia, que igualou o recorde de títulos do australiano Roy Emerson, hexacampeão em Melbourne na década de 60 (1961, 1963, 1964, 1965, 1966 e 1967), e garantiu seu 11.º troféu em Grand Slams, o mesmo total dos lendários Rod Laver e Björn Borg. Já Murray, então número dois do mundo, amargou o quinto vice-campeonato em Melbourne, depois de perder também as finais de 2010, 2011, 2013, 2015, sendo que quatro delas foram para Djokovic. Alguns dias depois, Andy Murray e sua esposa Kim Sears anunciam nascimento de primeira filha. Para homenagear o nascimento da criança, Dunblane, cidade natal do tenista, se pintou de rosa, com diversos artefatos e decorações em lojas e nas ruas com a frase "é uma menina".
Após se tornar pai, o retorno de Andy Murray ao tênis foi na primeira rodada do Grupo Mundial da Copa Davis de 2016. Pois, então número 2 do mundo, foi convocado para liderar a equipe da Grã-Bretanha na série contra o Japão, em Birmingham. E ele abriu o confronto contra Taro Daniel, 87.º do ranking da ATP, e não encontrou dificuldades para vencer o jogo por três sets a zero com parciais de 6/1, 6/3 e 6/1 em apenas uma hora e meia de partida. Logo depois, em parceria com seu irmão Jamie Murray venceu a dupla de Yoshihito Nishioka e Yasutaka Uchiyama em sets diretos, com parciais de 6/3, 6/2 e 6/4 para colocar o time britânico na frente novamente. Em seguida, venceu Kei Nishikori por três sets a dois, com parciais de 7/6, 7/5, 3/6; 4/6 e 6/3, em quatro horas e 54 minutos de jogo. Com a vitória, Murray conquistou mais uma vitória para a Grã-Bretanha e encerrou o confronto contra o Japão na Davis.
Poucos dias depois, Andy Murray venceu Marcel Granollers da Espanha por dois sets a zero, com parciais de 6/4 e 7/6, em 1 hora e 40 minutos de jogo. Com a vitória, o vice líder do ranking da ATP avançou à segunda rodada do Masters 1000 de Indian Wells, nos Estados Unidos. Mas na partida seguinte, foi surpreendentemente eliminado pelo argentino Federico Delbonis, número 53 do ranking mundial, que o superou em três sets, 6-4, 4-6, 7-6, em duas horas e 46 minutos de jogo. Alguns dias depois, Andy Murray estreou com vitória no Masters de Miami, também nos E.U.A., ao superar Denis Istomin, do Uzbequistão, por 2 sets a 0, com parciais de 6-3 e 7-5. Mas em seguida, o britânico, número dois do mundo, perdeu de virada para o búlgaro Grigor Dimitrov, número 28 do ranking e ex top-10, por 2 sets a 1, com parciais de 7/6(7), 4/6 e 3/6, pela terceira rodada, e deu adeus ao torneio.
Após más campanhas em Indian Wells e Miami, Murray bate em três sets os franceses Pierre-Hugues Herbert e Benoît Paire em seus dois primeiros jogos no Masters de Monte Carlo. Já em seu terceira partida, pelas quartas de final, enfrenta o canadense Milos Raonic, 10.º cabeça de chave do torneio. E ele se dá bem fazendo 2 a 0 sobre o tenista do Canadá, parciais de 6/2 e 6/0, em apenas 1h06. Em seguida, em duelo válido pelas semifinais, o britânico e o espanhol Rafael Nadal fizeram uma grande partida no saibro de Monte Carlo. Mas, de virada, Nadal fechou o jogo em três sets e se garantiu na final do Masters 1000.
Na sequência, em busca de defender o título do Masters 1000 de Madrid, o escocês Andy Murray venceu o tcheco Radek Stepanek em três sets, parciais de 7/6 (7-3), 3/6 e 6/1 durante pouco mais de 2h16min de partida e confirmou sua classificação às oitavas de final do torneio para enfrentar o francês Gilles Simon. E ele teve um duelo bem mais tranquilo do que na estreia e despachou o tenista da França em sets diretos, com placar final de 6/4 e 6/2, após 1h39 de confronto. Em sua terceira partida, muito confiante e sacando bem, ele não teve dificuldades para aguentar as pancadas do rival e desbancar o tcheco Tomáš Berdych, então oitavo colocado no ranking da ATP, por 2 a 0, parciais de 6/3 e 6/2, em 1h16 de jogo. Em seguida, pelas semifinais, derrotou o Rei do Saibro, Rafael Nadal, por 2 sets a 0, parciais de 7/5 e 6/4, e repetiu o feito de 2015, quando venceu o Touro Miúra também em Madrid. Mas na final, o sérvio Novak Djokovic o venceu por 2 sets a 1, parciais de 6-2, 3-6 e 6-3, conquistando a competição. O resultado representou a queda de Murray do segundo lugar no ranking para a terceira colocação do mesmo, pois o suíço Roger Federer ficou com a mesma pontuação do britânico, porém, à frente nos critérios de desempate.
Mas durou somente uma semana o retorno de Federer à vice-liderança do ranking da ATP. Isto porque Andy Murray foi campeão do Masters 1000 de Roma na semana seguinte, ultrapassando o suíço e reassumindo a segunda colocação da lista. E para isso acontecer, sem perder nenhum set durante o torneio, Andy bateu Mikhail Kukushkin, Jérémy Chardy, David Goffin, Lucas Pouille e Novak Djokovic na final por duplo 6-3. E essa conquista foi super importante, pois o britânico venceu Djokovic no saibro pela primeira vez na carreira, confirmou o bom momento neste tipo de piso e conquistou seu segundo título no saibro, sendo o 36.º de simples na carreira.
Após a primeira taça conquistada na temporada, o próximo desafio de Murray foi o Torneio de Roland Garros, em Paris, na França, que aconteceu entre 22 de maio e 5 de junho. Mas, então número dois do mundo, ele teve de lutar muito no início da competição, pois após sofrer para vencer na estreia o tcheco Radek Stepanek, então 128 do mundo, em partida de cinco sets, o britânico voltou a precisar de todos os sets do jogo para vencer o francês Mathias Bourgue, número 164 do ranking da ATP. Porém, após ter sofrido nas duas primeiras rodadas, venceu com facilidade o veterano croata Ivo Karlovic na terceira rodada por 3 sets a 0, parciais de 6/1, 6/4 e 7/6 (3). Em seguida, pelas oitavas, bateu o americano John Isner, 17.º do mundo, por 7/6(11), 6/4 e 6/3, e acumulou sua segunda vitória seguida em três sets. Já na partida seguinte, diante de um inspirado Richard Gasquet (então 12.º do ranking), que vinha de grande campanha e era apoiado pela torcida local, Murray vacilou no primeiro set, mas tirou forças para se recuperar, aplicou um "pneu" no rival, e chegou à vitória por 3 sets a 1, parciais de 5/7, 7/6(3), 6/0 e 6/2. Assim, garantiu sua passagem à semifinal do torneio pela terceira temporada consecutiva. Na próxima fase, o adversário foi o então atual campeão do torneio Stanislas Wawrinka, da Suíça. E o britânico começou arrasador e abriu 2 a 0, parciais de 6/4 e 6/2. Stan Wawrinka reagiu e ganhou o terceiro set por 4/6. Mas o suíço não teve forças para continuar a recuperação e caiu fácil no quarto set por 6/2. Entretanto, na partida seguinte, em sua primeira decisão no Grand Slam francês, Murray, que teve um set perfeito de abertura, encontrando o equilíbrio certo entre defesa e ataque, foi superado pelo sérvio Novak Djokovic, de virada, por 3 sets a 1, com parciais de 3-6, 6-1, 6-2 e 6-4.
Pouco mais de uma semana depois do vice-campeonato em Roland Garros, Andy Murray teve trabalho, mas fez a festa de sua torcida na estreia do ATP de Queen’s. Onde diante do francês Nicolas Mahut marcou 2 sets a 0, parciais de 7/6(8) e 7/6(1). Em seguida, venceu em sequência aos também britânicos Aljaz Bedene e Kyle Edmund para garantir seu lugar na semifinal, quando teve pela frente o croata Marin Cilic, então 13.º do mundo. E, nesse duelo, que teve 1h58min, superou o tenista da Croácia e avançou a decisão ao marcar 2 sets a 1, parciais de 6/3, 4/6 e 6/3. Já na final, Mais uma vez, entrou para a história do tênis britânico, pois se tornou o primeiro homem a ser cinco vezes campeão na grama do lendário Queen's Club, em Londres, que recebe competições de tênis desde 1890. O título do ATP 500 londrino veio com vitória de virada sobre o canadense Milos Raonic, então nono colocado mundial, pelas parciais de 6/7 (5-7), 6/4 e 6/3 em 2h13 de partida. Com essa conquista, deixou para trás uma extensa lista de tetracampeões do torneio que conta com Andy Roddick, Lleyton Hewitt, Boris Becker e John McEnroe na Era Aberta, Roy Emerson nos últimos anos da fase amadora, além de Major Ritchie e Anthony Wilding nas primeiras décadas do século XX. Este foi o 37.º título de ATP na carreira de Murray, sendo o sétimo em quadras de grama e o segundo no ano de 2016.
Na sequência, Andy Murray começou bem a sua participação em Wimbledon, o terceiro Grand Slam da temporada, disputado em Londres e sobre quadras de grama. Pois venceu os tenistas Liam Broady, Lu Yen-hsun, John Millman e Nick Kyrgios com certa facilidade em seus primeiros jogos. Sem perder um set sequer nas quatro primeiras rodadas, chegou motivado nas quartas de finais e, apesar da grande partida do francês Jo-Wilfried Tsonga (então 12° do mundo), soube jogar no ritmo do público para segurar uma incrível reação do rival e vencer o duelo por 3 sets a 2, parciais de 7/6 (10), 6/1, 3/6, 4/6 e 6/1 em 3h53, garantindo vaga na semifinal. Onde, nessa fase, foi categórico ao vencer o tcheco Tomáš Berdych com um triplo 6/3 e garantir sua vaga na decisão do torneio. Já na final, voltou a reinar absoluto em Wimbledon. Pois três anos depois de ter vencido o torneio pela primeira vez e acabar com o jejum britânico de 77 edições, voltou a ficar com o título ao bater o canadense Milos Raonic por 3 sets a 0, parciais de 6/4, 7/6(3) e 7/6(2). Com o resultado, chegou ao seu terceiro título de Grand Slam na carreira e coroou sua ótima temporada na grama, já que vinha do título em Queen’s e somou seu 12.º triunfo seguido no piso.
Pouco mais de uma semana depois de conquistar o bicampeonato de Wimbledon, Andy Murray anunciou que não disputaria o Masters 1000 do Canadá, em Toronto, último torneio antes das Olimpíadas. Alegando cansaço, ele foi direto para os Jogos Olímpicos no Rio de Janeiro. E na estreia, derrotou o sérvio Viktor Troicki em sets diretos. Na sequência, bateu o argentino Juan Mónaco também em sets diretos. Nas oitavas de final, perdeu um set contra o italiano Fabio Fognini, mas venceu: 6/1, 2/6 e 6/3. Nas quartas de final passou pelo norte americano Steve Johnson por dois sets a um, com parciais de 6/0, 4/6 e 7/6, em duas horas e 11 minutos de jogo. Na semifinal venceu Kei Nishikori do Japão por dois sets a zero, com parciais de 6/1 e 6/4, em uma hora e 20 minutos de jogo e na final, chegou ao bicampeonato olímpico após uma batalha épica. Pois após quatro horas e dois minutos de jogo, venceu o argentino Juan Martin Del Potro por 3 sets a 1, com parciais de 7/5, 4/6, 6/2 e 7/5, e levou a medalha de ouro.
Três dias depois de uma “batalha” na final olímpica no Rio de Janeiro, Andy Murray voltou à quadra e venceu o argentino Juan Mónaco por 2 sets a 0, com parciais de 6/3 e 6/2, em sua estreia no Masters 1000 de Cincinnati, nos Estados Unidos. Em seguida, pelas oitavas, conseguiu a vitória de número 600° na carreira ao superar o sul-africano Kevin Anderson por dois sets a zero, parcias de 6/3 e 6/2. Na sequência, pelas quartas, deu poucas chances ao australiano Bernard Tomic e venceu por 2 sets a 0, com duplo 6/4. Na partida seguinte, válida pela semifinal, venceu o canadense Milos Raonic, por 2 sets a 0, com um duplo 6/3. Mas em seguida, encerrou uma série de 22 vitórias consecutivas ao não confirmar o favoritismo na final, frente ao croata Marin Cilic, e acabar derrotado por 2 sets a 0, com parciais de 6/4 e 7/5.
Pouco mais de uma semana depois do vice-campeonato em Cincinnati, ainda nos E.U.A, Murray estreou com vitória no U.S. Open, quarto e último Grand Slam da temporada, ao superar o tcheco Lukáš Rosol, número 81 do mundo, por 3 sets a 0, com parciais de 6/3, 6/2 e 6/2. Na sequência, também com facilidade derrotou o espanhol Marcel Granollers, número 45 do mundo, em três sets. As parciais foram 6/4, 6/1 e 6/4. Em seguida, pela terceira rodada, sofreu um pouco, mas se garantiu na próxima fase ao vencer o italiano Paolo Lorenzi por 3 sets a 1, com parciais de 7/6 (7-4), 5/7, 6/2 e 6/3. Já nas oitavas de final, não teve a menor dificuldade para derrotar o búlgaro Grigor Dimitrov, número 24 do mundo, por 3 sets a 0, parciais de 6/1, 6/2 e 6/2, em 2h01m. Com o resultado, então segundo cabeça de chave do torneio, avançou às quartas de final, onde enfrentou o japonês Kei Nishikori, número 6 do ranking mundial. E o confronto foi um  jogão, mas, após 3h57 de um duelo com alternâncias de bons momentos, melhor para o tenista do Japão, que se aproveitou de um período de desequilíbrio psicológico do britânico para virar o jogo e vencer por 3 sets a 2, parciais de 1/6, 6/4, 4/6, 6/1 e 7/5. E essa derrota foi dolorida, pois Murray vinha de sete finais seguidas na temporada. Esta foi apenas a segunda derrota do britânico em 28 jogos desde Roland Garros.
Alguns dias depois da eliminação no U.S. Open, pouco mais de um mês após fazerem um jogaço na final da Olimpíada Rio 2016, o britânico Andy Murray e o argentino Juan Martin Del Potro voltaram a se encontrar, só que agora pelo primeiro dia da semifinal da Copa Davis, em Glasgow, na Escócia. E protagonizaram mais uma grande partida, mas, desta vez, quem se deu melhor foi o hermano, que venceu o duelo de 5h07m por 3 sets a 2, com parciais de 6/4, 5/7, 6/7 (5), 6/3 e 6/4. Um dia depois de perder para Del Potro, Andy se juntou ao seu irmão Jamie Murray e deu o troco em cima do hermano e de seu parceiro, Leonardo Mayer, com uma vitória por 3 sets a 1 (6/1, 3/6, 6/4 e 6/4). Já no terceiro e último dia de partidas das semifinais, Murray venceu Guido Pella por 3 sets a 0 (6/3, 6/2 e 6/3) e empatou o duelo em 2 a 2. Mas, no jogo decisivo do confronto, o britânico viu o argentino Leonardo Mayer vencer seu compatriota, Daniel Evans, por 3 sets a 1 e classificar a Argentina para a final da Copa Davis de 2016. O resultado final do duelo ficou em 3 a 2.
Após a Copa Davis, Andy Murray teve como próximo compromisso o Torneio de Pequim, ATP 500 disputado em quadras rápidas na China. E ele confirmou o favoritismo, como principal cabeça de chave, e venceu a competição. No caminho ao título do torneio não perdeu um sequer e venceu Andreas Seppi, Andrey Kuznetsov, Kyle Edmund, David Ferrer e Grigor Dimitrov. Esta foi a conquista de número 40 de Murray em simples.
Na sequência, ainda no embalo do título conquistado em Pequim, Andy Murray sacramentou o aproveitamento de 100% na gira asiática do circuito masculino de tênis ao se sagrar campeão do Masters 1000 de Xangai, também na China. E assim como aconteceu em Pequim, foi campeão sem perder nenhum set na semana, em cinco jogos. No caminho ao título do torneio venceu Steve Johnson, Lucas Pouille, David Goffin, Gilles Simon e Roberto Bautista-Agut.
Em seguida, cabeça de chave número um do ATP 500 de Viena, Andy Murray confirmou seu favoritismo e faturou o título do torneio austríaco. E para isso acontecer, na estreia derrotou o eslovaco Martin Kližan por 2 sets a 1. Na sequência, pelas oitavas, bateu o francês Gilles Simon também por 2 sets a 1. Nas quartas de final, venceu o norte-americano John Isner por 2 sets a 0, com parciais de 6/1 e 6/3. Na partida seguinte, ele teria que enfrentar o espanhol David Ferrer pelas semifinais, mas contou com a desistência do rival e sequer precisou entrar em quadra para garantir sua vaga na decisão. Já na final, superou o francês Jo-Wilfried Tsonga, então 15.º da ATP, por 6/3 e 7/6(6).
Na sequência, já em novembro, em uma disputa jogo a jogo pela liderança do ranking da ATP com o sérvio Novak Djokovic, o britânico Andy Murray precisou de 2h28 para despachar Fernando Verdasco da Espanha, em três sets, com parciais de 6/3, 6/7 (5-7) e 7/5, na estreia do Masters 1000 de Paris. E nesse jogo chegou a ficar perto da eliminação, quando o espanhol teve dois 'break points' quando o terceiro set estava empatado em 5 a 5, mas mostrou frieza para garantir sua vaga. Na partida seguinte, válida pelas oitavas, cedeu apenas três games e venceu o tenista da casa, Lucas Pouille, por 2 sets a 0 (6/3 e 6/0). Em seguida, pelas quartas de final, venceu o tcheco Tomáš Berdych por 2 sets a 0, com placar de 7/6 (9) e 7/5, e ficou a uma vitória de assumir o topo do ranking mundial masculino. Em 5 de novembro de 2016, se torna o número 1 do mundo pela primeira vez, ao derrotar o canadense Milos Raonic, por WO, na semifinal do Masters 1000 de Paris (ATP de Paris) torneio que seria campeão no mesmo ano ao derrotar o americano John Isner na final. Pois com uma atuação segura no primeiro e no terceiro sets, bateu o norte-americano e ficou com o inédito título do torneio: 6/3, 6/7 (4-7) e 6/4. Este foi o oitavo troféu conquistado por ele na temporada e o 14.º da série Masters na carreira.
Alguns dias depois, em seu primeiro torneio como líder do ranking mundial, bateu Marin Cilic da Croácia e estreou bem na disputa do Torneio dos Campeões da ATP, o ATP World Tour Finals, competição que reuniu os oito melhores tenistas do ano no ranking da ATP. Pois jogando leve, venceu o croata por 2 sets a 0, parciais de 6/3 e 6/2, pela primeira rodada da fase de grupos. Em seguida, venceu o japonês Kei Nishikori por 2 sets a 1 pela segunda rodada da fase de grupos. Com 3h20, foi a partida mais longa da história do torneio até aquele momento. As parciais foram de 6/7 (9-11), 6/4 e 6/4. Na partida seguinte, despachou o suíço Stan Wawrinka por 6/4 e 6/2 e avançou para a semifinal do torneio em primeiro lugar do grupo John McEnroe com três vitórias em três jogos. Na sequência, superou um mau início e venceu de virada o canadense Milos Raonic, garantindo assim um lugar na decisão da competição, que encerrou a temporada. Com 3 horas e 38 minutos, esse foi o jogo mais longo de 3 sets da história do torneio. Encerrou o ano na primeira posição do ranking mundial ao conquistar o título do Torneio dos Campeões da ATP em sua primeira final do torneio, derrotando Novak Djokovic na decisão por 2 sets a 0 (parciais de 6-3 e 6-4) num jogo que definiu diretamente a posição de número 1 do mundo entre os finalistas. Além disso, Murray quebrou a sequência de 4 títulos consecutivos de Djokovic no torneio e se tornou o primeiro tenista a derrotá-lo em uma final de ATP World Tour Finals.
Ainda ao final do ano, Andy Murray foi eleito desportista do ano pela BCC, estabelecendo um novo recorde ao conseguir a distinção pela terceira vez.

### 2017

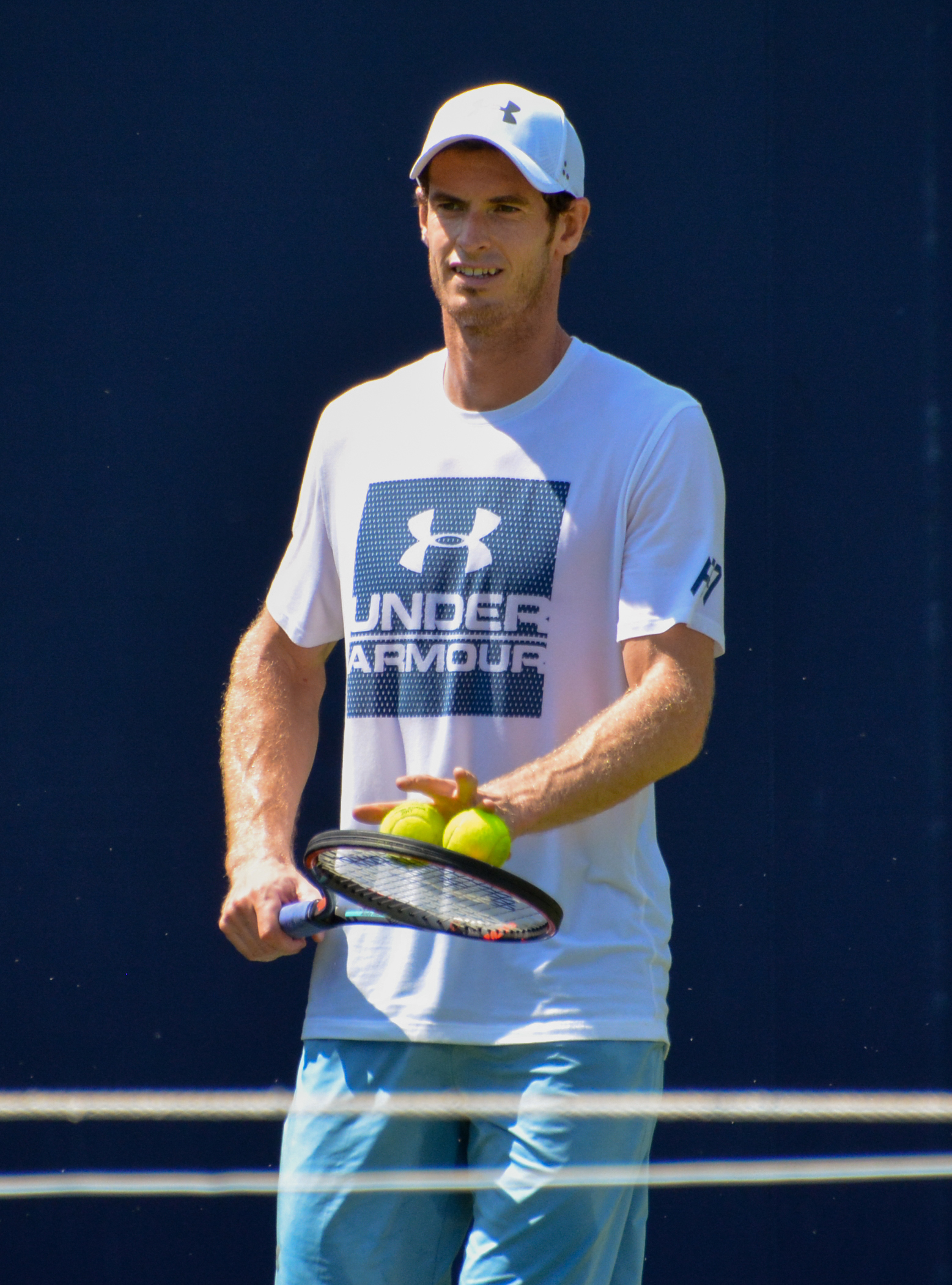
Andy durante treino no Aegon Championships de 2017.

Após fechar 2016 na liderança do ranking da ATP, Andy Murray estreou na temporada de 2017 com vitória. Ele fez seu primeiro jogo oficial do ano no ATP 250 de Doha, no Catar. E oscilou de um pneu, aplicado no primeiro set, a um tiebreak no segundo set da partida contra o francês Jérémy Chardy, então 69.º do ranking da ATP. O jogo parecia que seria tranquilo, mas no fim Murray chegou a sofrer e ficou em quadra por 1h21 para fechar o placar contra Chardy por 6/0 e 7/6 (2). Na rodada seguinte da competição, não fez uma boa exibição no duelo com o austríaco Gerald Melzer, então 68.º do mundo, pelas oitavas de final. Mas com muita determinação, superou o rival, em partida que teve seis quebras de serviços, marcando 2 sets a 0, parciais de 7/6(6) e 7/5, após 2h23min de duração. Na partida seguinte, válida pelas quartas de finais, travou um bom duelo com o espanhol Nicolas Almagro, então 44.º do mundo. Onde, em duelo que teve 2h09min de duração, marcou 2 sets a 0, parciais de 7/6(4) e 7/5. Em seguida, pelas semifinais, não teve maiores dificuldades no duelo com o tcheco Tomáš Berdych. Pois com uma atuação segura, dominou a partida, marcando 2 sets a 0, parciais de 6/3 e 6/4, em duelo que teve 1h40min de duração. Já na final, enfrentou Novak Djokovic, então 2.º do mundo. E se em novembro de 2016, na decisão do ATP Finals, em Londres, Andy venceu e confirmou a liderança do ranking mundial, em Janeiro de 2017, na decisão do Torneio de Doha, no Catar, foi Djokovic quem se deu melhor ao marcar 2 sets a 1, parciais de 6/3, 5/7 e 6/4 em 2h53min. Este foi o 36.º duelo entre eles, e o sérvio marcou a 25.ª vitória sobre o britânico que estava invicto a 28 jogos.
Após ser vice em Doha, Andy Murray disputou o primeiro Grand Slam da temporada. Mas, então líder do ranking mundial, não fez uma boa apresentação diante do ucraniano Illya Marchenko, na estreia de ambos no Aberto da Austrália. Contando com maior experiência, ele foi minando o rival, física e mentalmente, e após 2h47min, marcou 3 sets a 0, parciais de 7/5, 7/6(5) e 6/2. Na sequência, pela segunda rodada, Andy não teve a menor dificuldade no duelo com o jovem russo Andrey Rublev. Pois com autoridade atropelou o adversário, ao marcar inapeláveis 3 sets a 0, parciais de 6/3, 6/0 e 6/2 em apenas 1h32min de jogo. Em seguida, venceu o norte-americano Sam Querrey, então 31.º do ranking, na terceira rodada. Onde com poucos erros e muito focado na partida, controlou o rival, e após 1h59min, marcou 3 sets a 0, parciais de 6/4, 6/2 e 6/4. Mas na rodada seguinte, válida pelas oitavas de finais do Grand Slam Australiano, acabou perdendo seus primeiros sets no torneio e foi surpreendido pelo alemão Mischa Zverev. Pois, com uma atuação soberba, Mischa colocou Murray na defensiva, e após 3h33min, marcou 3 sets a 1, parciais de 7/5, 5/7, 6/2 e 6/4.
Cinco semanas depois da precoce eliminação no Aberto da Austrália, Andy Murray voltou a disputar uma partida de simples. E, então nº 1 do mundo, ele estreou no ATP 500 de Dubai com vitória por 2 sets a 0, parciais de 6/4 e 6/1, sobre o tunisiano Malek Jaziri, então 51.º colocado do ranking mundial, em 1h19min de confronto. Em seguida, pelas oitavas de final, com atuação segura do início ao fim, anotou uma vitória convincente sobre o 97.º colocado do ranking mundial, o espanhol Guillermo García-López, com parciais de 6/2 e 6/0 em 1h12 de jogo. Um dia depois, em duelo válido pelas quartas de final, foi muito ameaçado por Philipp Kohlschreiber e precisou salvar sete match points antes de derrotar o alemão por 6/7 (4-7), 7/6 (20-18) e 6/1 em 2h54 de partida. No dia seguinte à dramática vitória sobre Kohlschreiber, ele teve altos e baixos no primeiro set da semifinal, mas assumiu o controle das ações na parcial seguinte para marcar 7/5 e 6/1 contra o 15.º colocado do ranking, o francês Lucas Pouille. Já na final, com uma grande atuação, digna de número 1 do mundo, Murray venceu o espanhol Fernando Verdasco, em duelo que teve 1h13min de duração, por 2 sets a 0, parciais de 6/3 e 6/2. Esse foi seu 45.º título de nível ATP da carreira em simples.
Duas semanas após conquistar o torneio de Dubai, Andy Murray sequer passou da estreia do primeiro Masters da temporada. Nem mesmo ele conseguiu explicar o motivo de seus altos e baixos na partida de estreia em Indian Wells. Depois de abrir vantagem no primeiro set e sugerir que caminhava para mais uma vitória sobre o canadense Vasek Pospisil, ele perdeu o rumo da partida e foi dominado pelo excelente jogo de rede do adversário, então 129.º do ranking. A tática usada pelo tenista do Canadá caiu como uma luva para vencer Murray. Pois então ex-25 do ranking e excelente duplista, Pospisil, que teve de superar o qualificatório para entrar no Masters 1000 de Indian Wells, abusou das subidas à rede, fez excelentes voleios e com uma atuação segura, em duelo que teve 1h50min, marcou 2 sets a 0, parciais de 6/4 e 7/6(4).
Após a surpreendente eliminação na estreia em Indian Wells, no início de março, Andy Murray, que ficou 38 dias sem disputar uma partida oficial, onde durante esse período sem jogar havia desistido do Masters 1000 de Miami por causa de problemas no cotovelo direito, voltou às quadras e não teve vida fácil em sua estreia no ATP 1000 de Monte Carlo, em Mônaco. Mas arranjou um jeito de vencer sua primeira partida no saibro lento de Monte Carlo, onde cometeu oito duplas faltas antes de superar o canhoto luxemburguês Gilles Müller, por 7/5 e 7/5. Entretanto, na partida seguinte, válida pelas oitavas de final do Masters 1000 de Monte Carlo, então número 1 do mundo, Murray viveu um dia de altos e baixos e acabou sendo derrotado de virada pelo espanhol Albert Ramos, que marcou parciais de 2/6, 6/2 e 7/5, após 2h32 de partida.
Após ser eliminado prematuramente em Monte Carlo, Andy Murray foi convidado de última hora para competir no saibro do ATP 500 de Barcelona, na Espanha. E por ser cabeça de chave do torneio disputado no saibro espanhol, ele já entraria diretamente na segunda rodada, mas acabou ganhando mais uma folga graças à desistência do australiano Bernard Tomic e avançou às oitavas por w.o. Assim, só entrou pela primeira vez em quadra na terceira rodada, onde conquistou sua vaga na próxima fase ao confirmar o favoritismo e o perfeito histórico contra o canhoto espanhol Feliciano López, a quem derrotou pela 11.ª vez ao marcar duplo 6/4 em 1h49 de partida. Em seguida, pelas quartas, teve muito trabalho no duelo com o também espanhol Albert Ramos, seu algoz na semana anterior em Monte Carlo. Pois o tenista da Espanha chegou a vencer o primeiro set e colocou muita pressão. Mas determinado a não sucumbir novamente diante do rival, Murray foi valente e após 3h00min de jogo, marcou 2 sets a 1, parciais de 2/6, 6/4 e 7/6(4). Entretanto, na partida seguinte, válida pela semifinal e que teve 2h16min de duração, o austríaco Dominic Thiem o superou pela primeira vez, ao marcar 2 sets a 1, parciais de 6/2, 3/6 e 6/4.
10 dias após ser eliminado em Barcelona, Andy Murray continuou em solo espanhol para disputar o Masters 1000 de Madrid, esse um torneio disputado no saibro. E ele estreou muito bem na capital espanhola, pois precisou de apenas 1h24 para derrotar o convidado romeno Marius Copil, 104.º colocado, por 6/4 e 6/3. Mas após vencer a primeira no torneio, Andy abusou da falta de consistência e acabou caindo em sets diretos nas oitavas de final para o croata Borna Coric, que entrou na chave principal como lucky-loser, por duplo 6/3, num encontro que teve 1h26 de jogo. Depois da eliminação precoce em Madrid, Murray seguiu com dificuldades para conseguir bons resultados no saibro na temporada, pois não viu a cor da bola diante do inspirado italiano Fabio Fognini e foi eliminado em sua estreia no Masters 1000 de Roma por 6/2 e 6/4, em 1h33 de partida. O resultado empatou o retrospecto entre Murray e Fognini, naquele momento com três vitórias para cada lado.
Eliminado em sua primeira partida em Roma, a fase de Andy Murray não era das melhores e até por isso que o duelo com o russo Andrey Kuznetsov, pela primeira rodada do Torneio de Roland Garros, pedia certa atenção. Mesmo assim, conseguiu chegar à vitória, mas perdeu um set antes de fechar o jogo com o placar final de 6/4, 4/6, 6/2 e 6/0, em 2h32 de embate. Após vencer seu primeiro compromisso, derrotou o canhoto eslovaco Martin Kližan de virada, com parciais de 6/7 (3-7), 6/2, 6/2 e 7/6 (7-3), após 3h35. Na sequência do torneio, obteve uma animadora vitória em cima do argentino Juan Martin Del Potro na terceira rodada. As parciais, com direito a 'pneu', foram: 7/6 (10-8 no tiebreak), 7/5 e 6/0. Depois de uma firme apresentação contra del Potro, se impôs contra o russo Karen Khachanov e triunfou em sets diretos, com parciais de 6/3, 6/4 e 6/4, em 2h06 de jogo. Na partida seguinte, conseguiu pela quinta vez na carreira, sendo a quarta seguida, alcançar a penúltima rodada do Grand Slam francês ao derrotar o nono colocado mundial japonês Kei Nishikori por 2/6, 6/1, 7/6 (7-0) e 6/1. Mas nas semifinais, o suíço Stan Wawrinka tratou de dar o troco em Murray. Pois eles voltaram a se encarar em uma semi de Roland Garros e o resultado foi o oposto de 2016, com o tenista da Suíça levando a melhor de virada, após cinco sets e mais de 4h, com placar final de 6/7, 6/3, 5/7, 7/6 (7-3) e 6/1.
Depois da boa campanha com semifinal em Roland Garros onde esboçava uma recuperação na temporada, Andy Murray, número 1 do mundo naquele momento, voltou a decepcionar e não poderia ter tido pior resultado às vésperas de Wimbledon. Pois, então cinco vezes campeão do ATP 500 de Londres e maior campeão da história do centenário torneio, ele sequer passou da estreia na competição e caiu diante do lucky-loser australiano Jordan Thompson, à época 90.º do mundo no ranking, que entrou de última hora no lugar do lesionado britânico Aljaz Bedene por ter sido derrotado na rodada final do qualificatório, por 2 sets a 0 com parciais de 7/6 (7-4) e 6/2.
Quase duas semanas após ser eliminado de Queen's, Andy Murray começou bem sua participação no Torneio de Wimbledon, em Londres (Inglaterra). Pois, então líder do ranking, não teve grande dificuldade para despachar o lucky-loser cazaque Alexander Bublik, mesmo não aparentando estar 100% fisicamente, e venceu por 3 sets a 0, com parciais de 6/1, 6/4 e 6/2, após 1h48 de partida.  Em seu segundo compromisso no Grand Slam britânico, seguiu sem perder sets e garantiu um lugar na terceira rodada ao precisar de apenas 1h36 para derrotar o 97.º colocado mundial alemão Dustin Brown por 6/3, 6/2 e 6/2. Depois de duas vitórias tranquilas nas fases iniciais, Murray foi verdadeiramente testado pelo italiano Fabio Fognini em sua terceira partida na competição. Pois, lutou por quatro sets e 2h39 para vencer por 6/2, 4/6, 6/1 e 7/5. Foi sua quarta vitória em sete jogos contra Fognini. Na sequência do torneio, mesmo sem estar em suas melhores condições, deu mais uma prova de sua qualidade ao despachar o francês Benoît Paire em sets diretos, com parciais de 7/6 (7-1), 6/4 e 6/4. Mas após quatro vitórias na competição, Murray apresentou problemas físicos, já que vinha lutando com dores no quadril desde o começo do torneio, e acabou se despedindo de Wimbledon nas quartas de finais com uma derrota de virada para o norte-americano Sam Querrey, pelo placar final de 3/6, 6/4, 6/7 (4-7), 6/1 e 6/1.
Lesionado no quadril e sem atuar desde sua eliminação em Wimbledon, Andy Murray não disputou os Masters 1000 de Montreal e Cincinnati, o que fez com que ele perdesse a liderança do ranking. Contudo, fez “todos os esforços” para retornar ao circuito no último Grand Slam da temporada, mas volta a sentir quadril e desiste do US Open. Ainda por causa dessa lesão, ele anunciou que não iria disputar os torneios asiáticos, ficando de fora do ATP 500 de Pequim e do Masters 1000 de Xangai. E sobre isso, através de comunicado disse: “Infelizmente eu não poderei competir em Pequim e Xangai, assim como muito provavelmente também não irei jogar meus dois últimos eventos do ano em Viena e Paris por causa da lesão no quadril, que tem me incomodado nos últimos meses”. Afastado das quadras, acabou perdendo várias posições no ranking da Associação dos Tenistas Profissionais e ficou fora do top 15 depois de nove anos, já que despencou para o 16.º lugar na Lista Mundial da ATP ao final do ano. Após despencar no ranking mundial de tênis, encerrou a relação profissional que tinha com o ex-número 1 do mundo Ivan Lendl, que era seu técnico pela segunda vez na carreira. E sobre esse rompimento com Lendl, Murray disse, por meio de comunicado em seu site oficial, o seguinte: "Agradeço ao Ivan por toda a sua ajuda e orientação ao longo dos anos, tivemos um grande sucesso e aprendemos muito como equipe".

## Significante finais

### Grand Slam finais

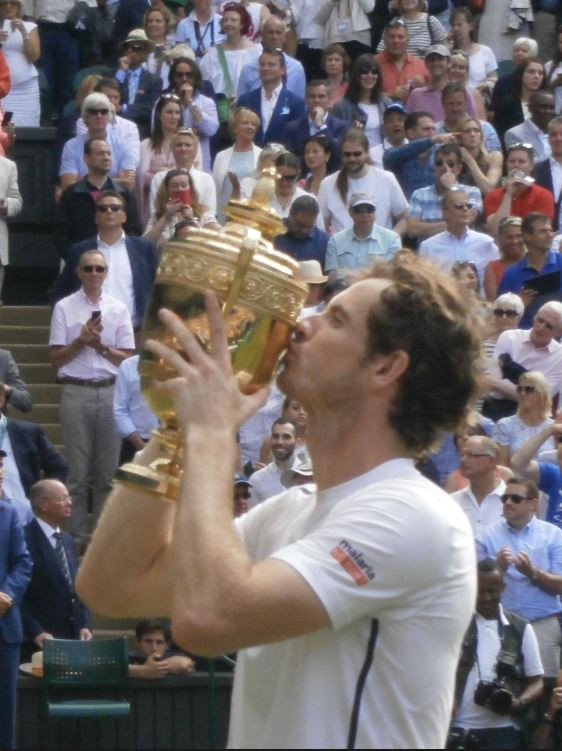
Andy com o troféu de Wimbledon 2016.

#### Simples: 11 (3 títulos, 8 vices)
| Resultado | Ano  | Campeonato          | Piso   | Oponente       | Placar                      |
| --------- | ---- | ------------------- | ------ | -------------- | --------------------------- |
| Vice      | 2008 | US Open             | Duro   | Roger Federer  | 2–6, 5–7, 2–6               |
| Vice      | 2010 | Australian Open     | Duro   | Roger Federer  | 3–6, 4–6, 6–7(11)           |
| Vice      | 2011 | Australian Open (2) | Duro   | Novak Djokovic | 4–6, 2–6, 3–6               |
| Vice      | 2012 | Wimbledon           | Grama  | Roger Federer  | 6–4, 5–7, 3–6, 4–6          |
| Campeão   | 2012 | US Open (2)         | Duro   | Novak Djokovic | 7–6(10), 7–5, 2–6, 3–6, 6–2 |
| Vice      | 2013 | Australian Open (3) | Duro   | Novak Djokovic | 7–6(2), 6–7(3), 3–6, 2–6    |
| Campeão   | 2013 | Wimbledon (2)       | Grama  | Novak Djokovic | 6–4, 7–5, 6–4               |
| Vice      | 2015 | Australian Open (4) | Duro   | Novak Djokovic | 6–7(5), 7–6(4), 3–6, 0–6    |
| Vice      | 2016 | Australian Open (5) | Duro   | Novak Djokovic | 1–6, 5–7, 6–7(3)            |
| Vice      | 2016 | Roland-Garros       | Saibro | Novak Djokovic | 6–3, 1–6, 2–6, 4–6          |
| Campeão   | 2016 | Wimbledon (3)       | Grama  | Milos Raonic   | 6–4, 7–6(3), 7–6(2)         |

### ATP World Tour Finals finais

#### Simples: 1 (1 título, 0 vice)
| Resultado | Ano  | Campeonato                     | Piso | Oponente       | Placar   |
| --------- | ---- | ------------------------------ | ---- | -------------- | -------- |
| Campeão   | 2016 | ATP World Tour Finals, Londres | Duro | Novak Djokovic | 6–3, 6–4 |

### Masters 1000 finais

#### Simples: 21 (14 títulos, 7 vices)

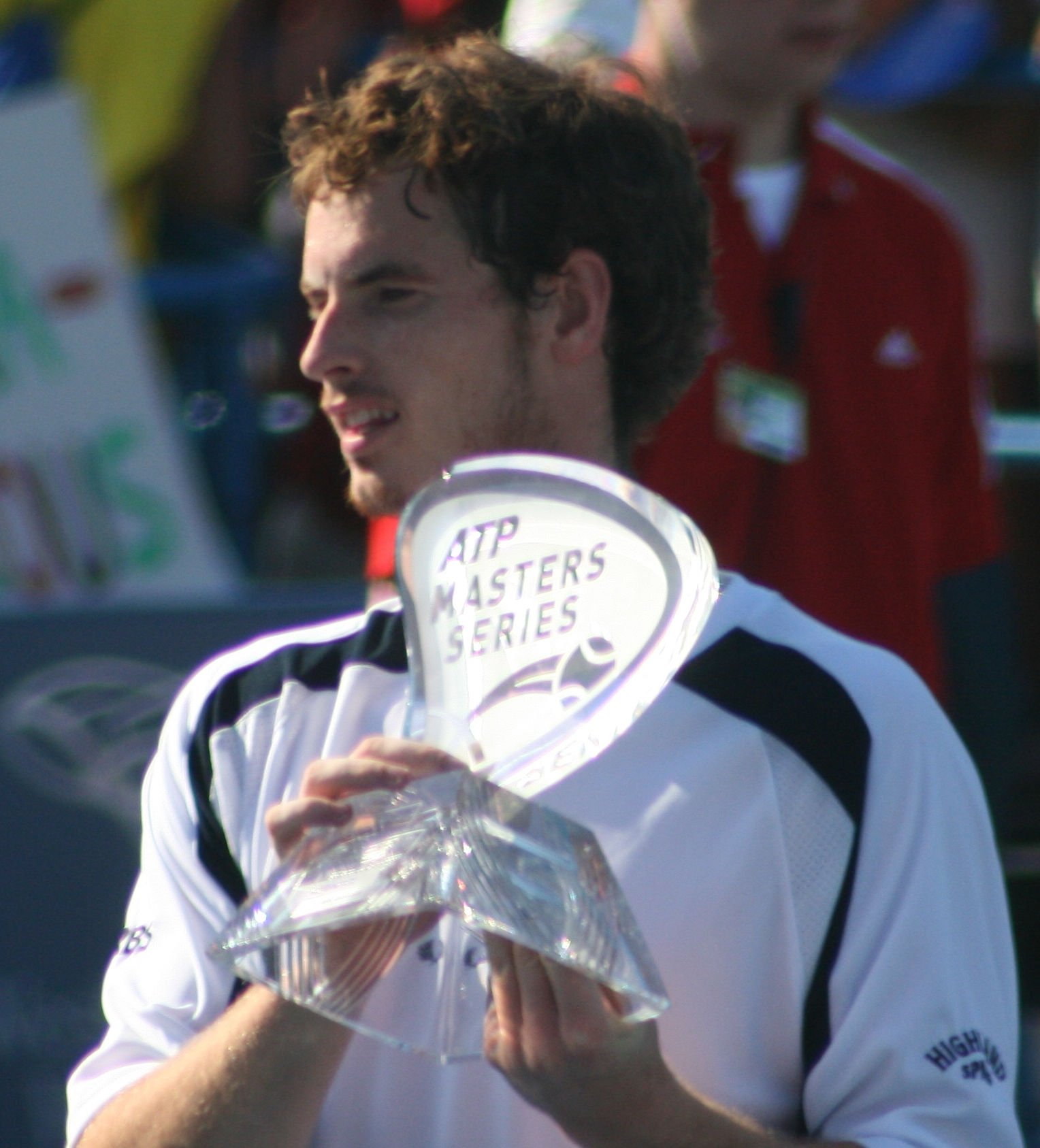
Andy Murray ganhou o primeiro masters em Cincinnati

| Resultado | Ano  | Campeonato             | Piso     | Oponente              | Placar              |
| --------- | ---- | ---------------------- | -------- | --------------------- | ------------------- |
| Campeão   | 2008 | Cincinnati Masters     | Duro     | Novak Djokovic        | 7–6(4), 7–6(5)      |
| Campeão   | 2008 | Madrid Open            | Duro (i) | Gilles Simon          | 6–4, 7–6(6)         |
| Vice      | 2009 | Indian Wells Masters   | Duro     | Rafael Nadal          | 1–6, 2–6            |
| Campeão   | 2009 | Miami Masters          | Duro     | Novak Djokovic        | 6–2, 7–5            |
| Campeão   | 2009 | Canadian Open          | Duro     | Juan Martín del Potro | 6–7(4), 7–6(3), 6–1 |
| Campeão   | 2010 | Canadian Open (2)      | Duro     | Roger Federer         | 7–5, 7–5            |
| Campeão   | 2010 | Shanghai Masters       | Duro     | Roger Federer         | 6–3, 6–2            |
| Campeão   | 2011 | Cincinnati Masters (2) | Duro     | Novak Djokovic        | 6–4, 3–0 ret.       |
| Campeão   | 2011 | Shanghai Masters (2)   | Duro     | David Ferrer          | 7–5, 6–4            |
| Vice      | 2012 | Miami Masters          | Duro     | Novak Djokovic        | 1–6, 6–7(4)         |
| Vice      | 2012 | Shanghai Masters       | Duro     | Novak Djokovic        | 7–5, 6–7(11), 3–6   |
| Campeão   | 2013 | Miami Masters (2)      | Duro     | David Ferrer          | 2–6, 6–4, 7–6(1)    |
| Vice      | 2015 | Miami Masters (2)      | Duro     | Novak Djokovic        | 6–7(3), 6–4, 0–6    |
| Campeão   | 2015 | Madrid Open (2)        | Saibro   | Rafael Nadal          | 6–3, 6–2            |
| Campeão   | 2015 | Canadian Open (3)      | Duro     | Novak Djokovic        | 6-4, 4-6, 6-3       |
| Vice      | 2015 | Paris Masters          | Duro (i) | Novak Djokovic        | 2-6, 4-6            |
| Vice      | 2016 | Madrid Open            | Saibro   | Novak Djokovic        | 2-6, 6-3, 3-6       |
| Campeão   | 2016 | Roma Masters           | Saibro   | Novak Djokovic        | 6–3, 6–3            |
| Vice      | 2016 | Cincinnati Masters     | Duro     | Marin Čilić           | 4-6, 5-7            |
| Campeão   | 2016 | Shanghai Masters (3)   | Duro     | Roberto Bautista Agut | 7–6(1), 6–1         |
| Campeão   | 2016 | Paris Masters          | Duro (i) | John Isner            | 6-3, 6-7(4), 6-4    |

#### Duplas: 1 (1 vice)
| Resultado | Ano  | Campeonato    | Piso | Parceiro      | Oponente                    | Placar      |
| --------- | ---- | ------------- | ---- | ------------- | --------------------------- | ----------- |
| Vice      | 2013 | Canadian Open | Duro | Colin Fleming | Alexander Peya Bruno Soares | 4–6, 6–7(4) |

### Olimpíadas

#### Simples: 2 (2 ouros)
| Resultado | Ano  | Campeonato     | Piso  | Oponente              | Placar             |
| --------- | ---- | -------------- | ----- | --------------------- | ------------------ |
| Ouro      | 2012 | Londres        | Grama | Roger Federer         | 6–2, 6–1, 6–4      |
| Ouro      | 2016 | Rio de Janeiro | Duro  | Juan Martín del Potro | 7–5, 4–6, 6–2, 7–5 |

#### Duplas Mistas: 1 (1 prata)
| Resultado | Ano  | Campeonato | Piso  | Parceira     | Oponentes                    | Placar           |
| --------- | ---- | ---------- | ----- | ------------ | ---------------------------- | ---------------- |
| Prata     | 2012 | Londres    | Grama | Laura Robson | Victoria Azarenka Max Mirnyi | 6–2, 3–6, (8–10) |

## Estatísticas
- Para evitar confusões e contagem dupla, essa tabela é posta em dia somente após o final de um torneio ou da participação do jogador no torneio.
- Estatísticas atualizadas até a derrota para Novak Djokovic Australian Open 2016.
- Até 2008 Hamburg Masters, a partir de 2009 Shanghai Masters.

| Grand Slam              |      |      |      |      |      |      |      |      |      |      |      |     |        |
| Aberto da Austrália     | F    | F    | QF   | F    | SF   | F    | F    | 4R   | 1R   | 4R   | 1R   | A   | 0      |
| Roland-Garros           | F    | SF   | SF   | A    | QF   | SF   | 4R   | QF   | 3R   | A    | 1R   | A   | 0      |
| Wimbledon               | V    | SF   | QF   | V    | F    | SF   | SF   | SF   | QF   | A    | 4R   | 3R  | 2      |
| U.S. Open               | QF   | 4R   | QF   | QF   | V    | SF   | 3R   | 4R   | F    | 3R   | 4R   | 2R  | 1      |
| Vitórias-Derrotas       | 23-3 | 19-4 | 17-4 | 17-2 | 22-3 | 21-4 | 16-4 | 15-4 | 12-4 | 5-2  | 6-4  | 3-2 | 176-40 |
| ATP World Tour Finals   |      |      |      |      |      |      |      |      |      |      |      |     |        |
| ATP World Tour Finals   | V    | RR   | RR   | A    | SF   | RR   | SF   | RR   | SF   | NC   | NC   | NC  | 1      |
| ATP Masters 1000        |      |      |      |      |      |      |      |      |      |      |      |     |        |
| Indian Wells Masters    | 3R   | SF   | 4R   | QF   | 2R   | 2R   | QF   | F    | 4R   | SF   | 2R   | A   | 0      |
| Miami Masters           | 3R   | F    | QF   | V    | F    | 2R   | 2R   | V    | 2R   | SF   | 1R   | A   | 2      |
| Monte Carlo Masters     | SF   | A    | A    | 3R   | QF   | SF   | 2R   | SF   | 3R   | A    | 1R   | A   | 0      |
| Rome Masters            | V    | 3R   | QF   | 2R   | 3R   | SF   | 3R   | 2R   | 2R   | 1R   | 1R   | A   | 1      |
| Madrid Masters          | F    | V    | 3R   | QF   | A    | 3R   | QF   | QF   | V    | 3R   | 3R   | A   | 2      |
| Hamburg Masters         |      |      |      |      |      |      |      |      | 3R   | 1R   | 2R   | A   | 0      |
| Canada Masters          | A    | V    | QF   | 4R   | 3R   | 2R   | V    | V    | SF   | 2R   | SF   | A   | 3      |
| Cincinnati Masters      | F    | SF   | QF   | QF   | 3R   | V    | QF   | SF   | V    | 1R   | QF   | 2R  | 2      |
| Shanghai Masters        | V    | SF   | 3R   | A    | F    | V    | V    | A    |      |      |      |     | 3      |
| Paris Masters           | V    | F    | QF   | A    | 3R   | QF   | QF   | 3R   | QF   | QF   | 3R   | A   | 1      |
| Vitórias-Derrotas       | 27-5 | 30-5 | 15-8 | 15-6 | 12-7 | 18-7 | 20-7 | 25-6 | 22-7 | 13-8 | 12-9 | 1-1 | 210-76 |
| Ranking de final de ano | 1    | 2    | 6    | 4    | 3    | 4    | 4    | 4    | 4    | 11   | 17   | 62  | NDA    |